# Magny-Danigon
Magny-Danigon est une commune française située dans le département de la Haute-Saône, la région culturelle et historique de Franche-Comté et la région administrative Bourgogne-Franche-Comté. Elle fait partie de la communauté de communes du pays de Lure et du bassin minier de Ronchamp et Champagney.
Fondée durant le Moyen Âge, Magny-Danigon a été marquée par le protestantisme, courant fortement présent dans le pays de Montbéliard.
Le puits Arthur-de-Buyer, puits de mine le plus profond de France au début du XXe siècle est implanté sur le territoire de la commune qui connait une exploitation charbonnière entre 1878 et 1958, principalement au puits du Magny.

## Géographie

Carte du territoire de Magny-Danigon dans le périmètre rouge, au côté des communes de Champagney et de Ronchamp qui formaient un bassin minier pendant deux siècles (1757-1958).

### Localisation
Magny-Danigon est située dans le nord-est de la Franche-Comté. Dans le département de la Haute-Saône, non loin du Territoire de Belfort et du Doubs.
La localité fait partie du canton de Lure-Sud et appartient à la communauté de communes du pays de Lure.
La superficie totale de 752 hectares est boisée de 414 hectares dont 276 communaux.

### Topographie

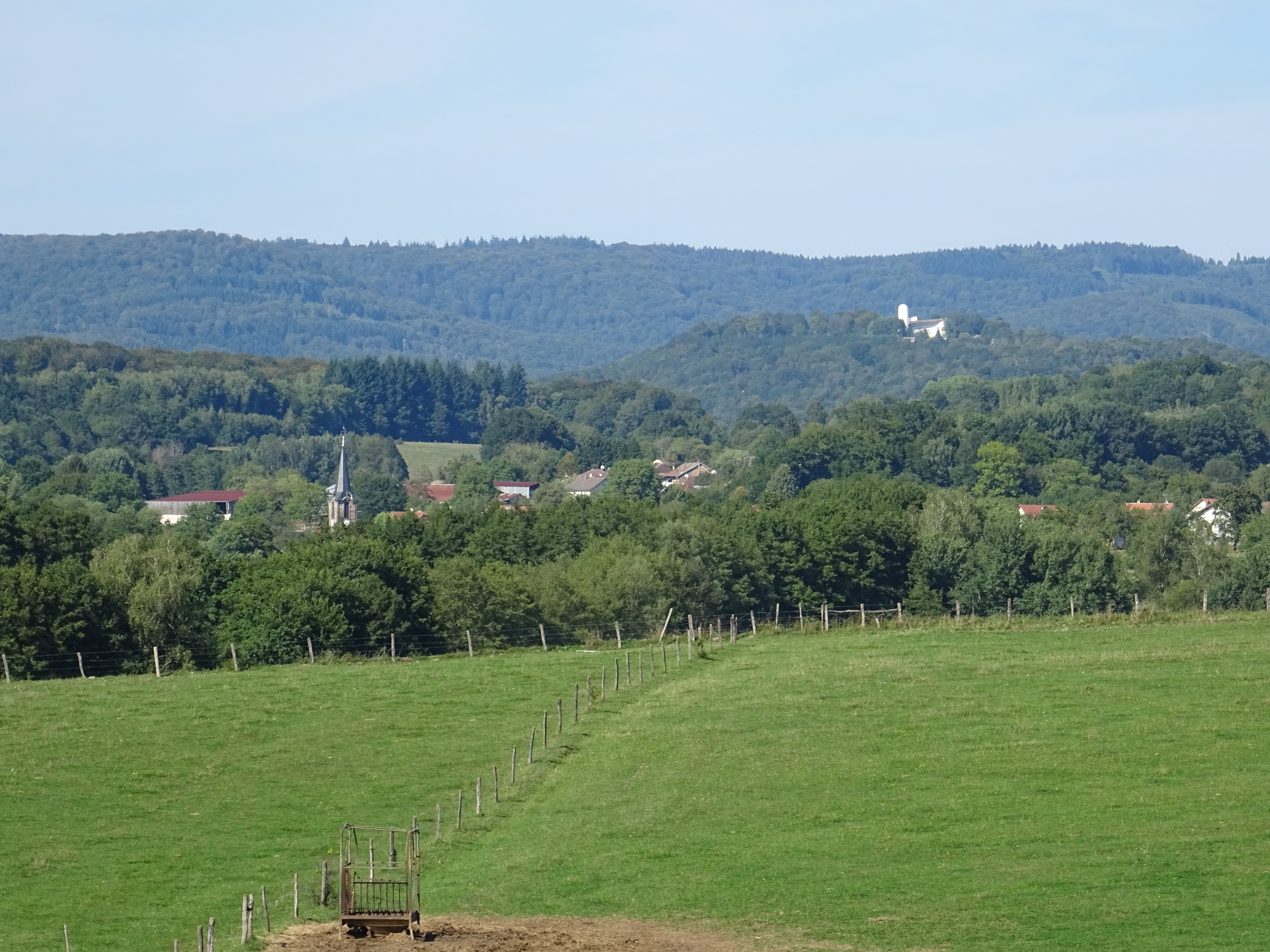
Paysage de Magny-Danigon avec le clocher du temple, vu depuis Andornay. En arrière-plan, la chapelle Notre-Dame du Haut de Ronchamp sur la colline de Bourlémont.

La superficie de Magny-Danigon est de 2 354 hectares. Son altitude varie entre 302 et 463 mètres, soit un dénivelé de 161 mètres
Deux vallées l'une venant de l'est l'autre du nord se rejoignent au centre du village qui occupe la partie sud-ouest du territoire communal. Magny-Danigon se trouve à l'extrémité nord-ouest du Chérimont, un massif de collines boisées qui occupent le nord et l'est de la commune.

### Géologie
- Bourgs et limites communales
- Silts et pélites rouges (rE)
- Zone limite violette (t2A)
- Grès à Voltzia (t2GV)
- Grès coquilliers de l'Anisien (t3GS)
- Dépôts morainiques (Gx)
- Alluvions anciennes sur grès (Fx/T3)
- Colluvions (C)
- Éboulis (E)

Carte géologique simplifiée de Magny-Danigon et du bassin minier.
Bourgs et limites communales
Silts et pélites rouges (rE)
Zone limite violette (t2A)
Grès à Voltzia (t2GV)
Grès coquilliers de l'Anisien (t3GS)
Dépôts morainiques (Gx)
Alluvions anciennes sur grès (Fx/T3)
Colluvions (C)
Éboulis (E)
: Failles

Magny-Danigon est construite sur le plateau de Haute-Saône dans la dépression sous-vosgienne et s'appuie sur le versant méridional du massif des Vosges.
Elle fait partie du bassin houiller sous-vosgien — qui s’étend sur le territoire communal et aux alentours, jusqu'au bassin potassique —, dont le gisement est composé de deux couches de charbon (dont l'épaisseur varie de quelques centimètres à trois mètres) s'inscrivant dans un quadrilatère de cinq kilomètres de long sur deux kilomètres de large. Ce gisement n'affleure toutefois pas au niveau du territoire communal. Les terrils recèlent de nombreux fossiles témoignant de l'époque du Carbonifère dont la particularité est de regrouper à la fois des plantes vivant dans un environnement sec et montagnard (Épine noire, Fougères, Cordaites) et les premières plantes à fleurs qui sont présentes uniquement dans les couches les plus récentes) et dans des milieux de plaines marécageuses (renoncule flottante Lepidodendron, sigillaire, Calamites, Sphenophyllum) ainsi que des poissons d'eau douce (présence d'un grand lac).

La formation du gisement houiller de Magny-Danigon.
Coupe du gisement houiller entre Ronchamp et Courmont, avec le puits Arthur-de-Buyer (Magny-Danigon).

Les couches de surface sont constituées de grès du Permien (rE) visible au nord de la commune alors que presque partout ailleurs des formations triasiques comme le grès à Voltzia (t2GV) ou le grès de l'Anisien (t3GS) viennent recouvrir l'ensemble, bordés par la « zone limite violette » (t2A). Des dépôts morainiques, bien plus présents au nord à Ronchamp, occupent la frange septentrionale du territoire communal. Le bourg de Magny-Danigon lui-même, dans la partie sud, est construit à la limite d'une zone de colluvions (C) et d'éboulis (E).
Le sol de la commune, comprise dans la vaste zone de cisaillement entre les fossés du Rhin et de la Saône, est parcouru de nombreuses failles parallèles orientées du nord-nord-est au sud-sud-ouest,.

### Hydrographie

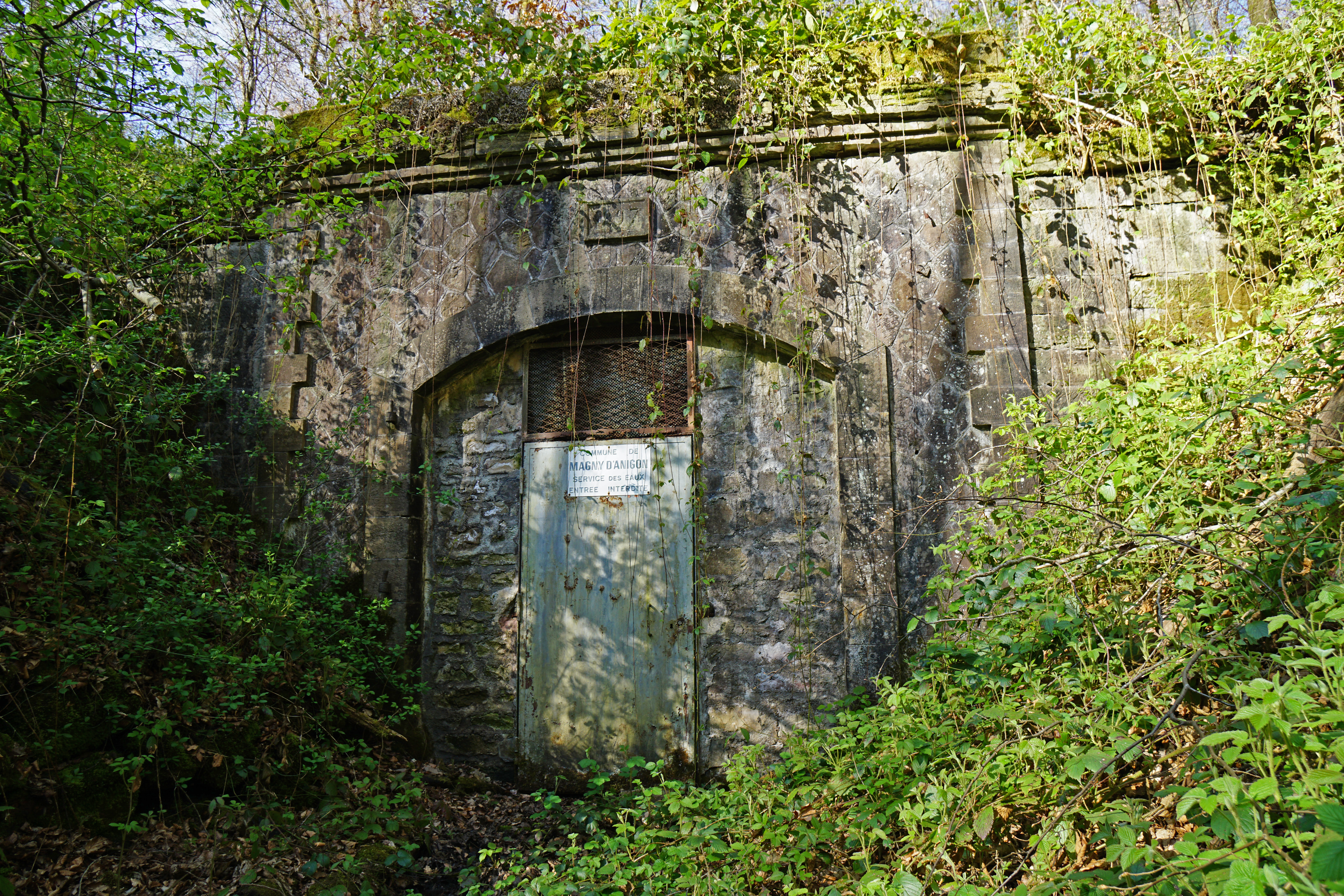
L'entrée du tunnel du puits Arthur-de-Buyer, où se trouve le captage.

Deux sources marquent le commencement de deux ruisseaux dont le Rognon affluent du Scey. Deux étangs sont situés sur le territoire communal : l'étang de la Dame à l'extrême sud et l'étang du Bois, au sud-est.
La commune utilise l'ancien tunnel fermé du puits Arthur-de-Buyer pour le captage d'eau potable,,.

### Climat
Pour des articles plus généraux, voir Climat de la Bourgogne-Franche-Comté et Climat de la Haute-Saône.
En 2010, le climat de la commune est de type climat de montagne, selon une étude du Centre national de la recherche scientifique s'appuyant sur une série de données couvrant la période 1971-2000. En 2020, Météo-France publie une typologie des climats de la France métropolitaine dans laquelle la commune est exposée à un climat semi-continental et est dans la région climatique  Lorraine, plateau de Langres, Morvan, caractérisée par un hiver rude (1,5 °C), des vents modérés et des brouillards fréquents en automne et hiver. 
Pour la période 1971-2000, la température annuelle moyenne est de 9,8 °C, avec une amplitude thermique annuelle de 17,3 °C. Le cumul annuel moyen de précipitations est de 1 379 mm, avec 13,4 jours de précipitations en janvier et 10,7 jours en juillet. Pour la période 1991-2020, la température moyenne annuelle observée sur la station météorologique de Météo-France la plus proche, « Étobon », sur la commune d'Étobon à 7 km à vol d'oiseau, est de 10,7 °C et le cumul annuel moyen de précipitations est de 1 272,5 mm. 
La température maximale relevée sur cette station est de 38,5 °C, atteinte le 24 juillet 2019 ; la température minimale est de −18 °C, atteinte le 1er mars 2005,,. 
Les paramètres climatiques de la commune ont été estimés pour le milieu du siècle (2041-2070) selon différents scénarios d'émission de gaz à effet de serre à partir des nouvelles projections climatiques de référence DRIAS-2020. Ils sont consultables sur un site dédié publié par Météo-France en novembre 2022.

## Urbanisme

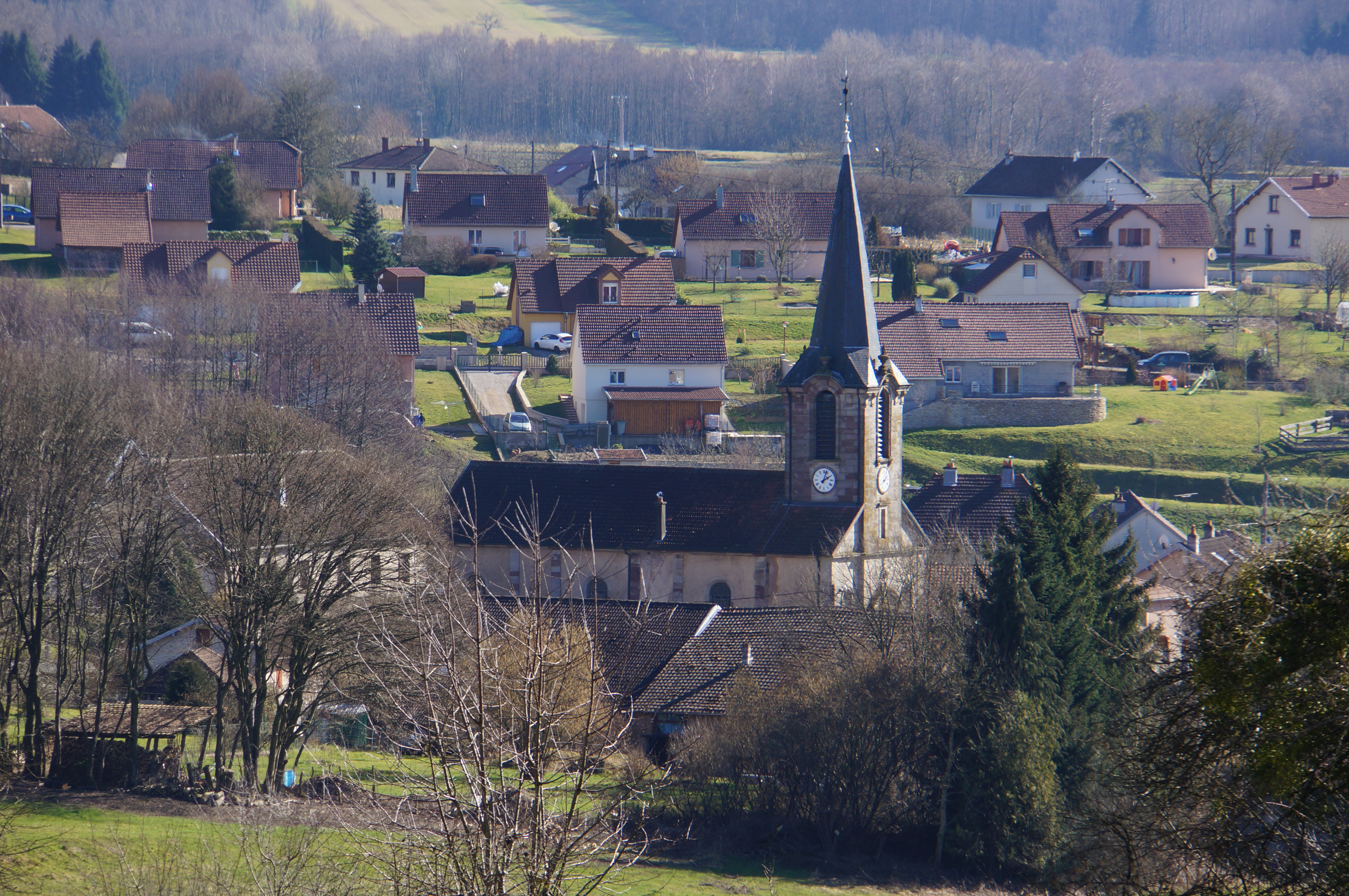
Le temple et le centre du village.

### Typologie
Au 1er janvier 2024, Magny-Danigon est catégorisée commune rurale à habitat dispersé, selon la nouvelle grille communale de densité à sept niveaux définie par l'Insee en 2022.
Elle est située hors unité urbaine. Par ailleurs la commune fait partie de l'aire d'attraction de Belfort, dont elle est une commune de la couronne,. Cette aire, qui regroupe 91 communes, est catégorisée dans les aires de 50 000 à moins de 200 000 habitants,.

### Occupation des sols
L'occupation des sols de la commune, telle qu'elle ressort de la base de données européenne d’occupation biophysique des sols Corine Land Cover (CLC), est marquée par l'importance des forêts et milieux semi-naturels (67,2 % en 2018), en augmentation par rapport à 1990 (64,3 %). La répartition détaillée en 2018 est la suivante : 
forêts (59,9 %), zones agricoles hétérogènes (12,1 %), prairies (9,5 %), milieux à végétation arbustive et/ou herbacée (7,2 %), terres arables (5,9 %), zones urbanisées (5,3 %). L'évolution de l’occupation des sols de la commune et de ses infrastructures peut être observée sur les différentes représentations cartographiques du territoire : la carte de Cassini (XVIIIe siècle), la carte d'état-major (1820-1866) et les cartes ou photos aériennes de l'IGN pour la période actuelle (1950 à aujourd'hui).

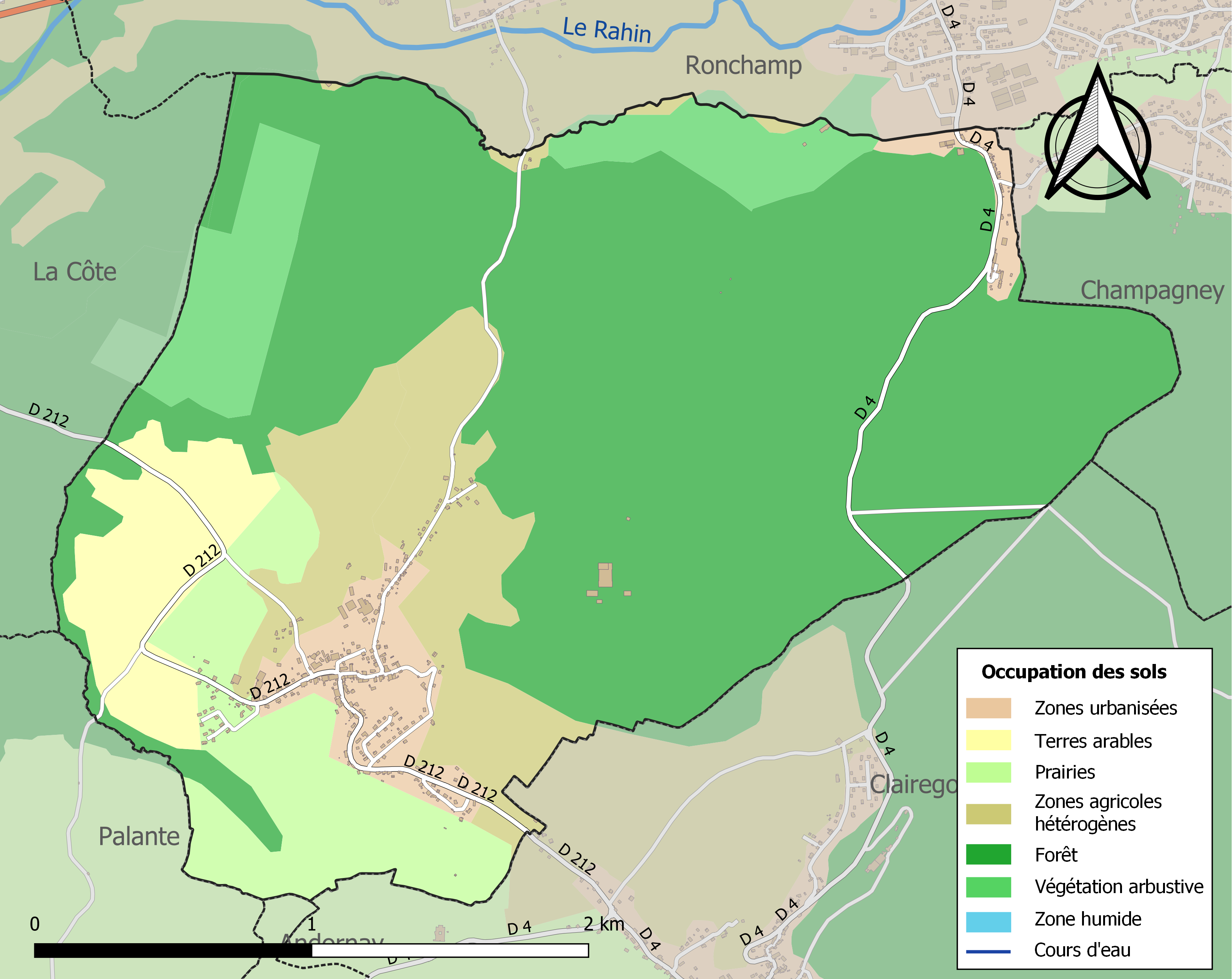
Carte des infrastructures et de l'occupation des sols de la commune en 2018 (CLC).

### Morphologie et urbanisme

Développement urbain de Magny-Danigon et du bassin minier.

Magny-Danigon est formé d'un village qui occupe la partie sud-ouest du territoire communal. La cité minière du puits du Magny, située à l'opposé, au nord-est est dans la continuité urbaine du hameau d'Éboulet de Champagney et du quartier du Chanois de Ronchamp. La commune fait partie du plan local d'urbanisme intercommunal (PLUi) de la communauté de communes du pays de Lure (CCPL), document d'urbanisme de référence pour la commune et toute l'intercommunalité approuvé le 26 juin 2018. Magny-Danigon fait également partie du SCOT du pays des Vosges saônoises, un projet de territoire visant à mettre en cohérence l'ensemble des politiques sectorielles, notamment en matière d’habitat, de mobilité, d’aménagement commercial, d’environnement et de paysage.

### Logement
En 2016, le nombre total de logements à Magny-Danigon était de 220 dont 181 résidences principales, 24 résidences secondaires et logements occasionnels et 15 logements vacants. La commune totalisait 205 maisons et 15 appartements. La proportion des résidences principales, propriétés de leurs occupants était de 89,5 %, en 2016.

### Risques naturels et technologiques
La commune est installée sur une zone sismique de niveau 3. Il existe des risques géologiques localisés à cause de la présence de cavités minières (possibilités de mouvements de terrains miniers). Il existe également des risques d'inondation.

### Transport et voies de communications
La commune est située à 24 km de la gare de Belfort - Montbéliard TGV. La gare de Ronchamp est établie à 3 km et celle de Lure à 8 km, sur la ligne de Paris-Est à Mulhouse-Ville. Le réseau routier de la commune est formé des routes départementales 4 et 212 reliées à des axes plus importants comme la double-voie expresse E54 (RN 19) et la RD 619.

## Toponymie
Le nom de la bourgade est attestée sous différentes formes : Meingni Dannegon en 1350, Maingny Dannegon en 1553, Du Magny d'Anagon en 1427, Magny Danagon en 1502, Magny Damphugon en 1622, et bien d'autres encore.
Les attestations sont trop récentes pour être bien caractérisées, cependant il ne s'agit apparemment pas d'un Magniacum ou Maniacum comme la plupart des Magny qui date de l'époque romaine ou du tout début de l'époque mérovingienne.
Le nom est plutôt composé à l'origine de Mansionile (demeure), terme bas latin qui a donné les Mesnil, Ménil et Maisnil du nord de la France, accolé à Dam (seigneur, monsieur) et Hugon, cas régime de Hugues.
Le nom remonte probablement à la fin du XIIe siècle, lorsque la bourgade fut fondée par Hugues de Die.

## Histoire

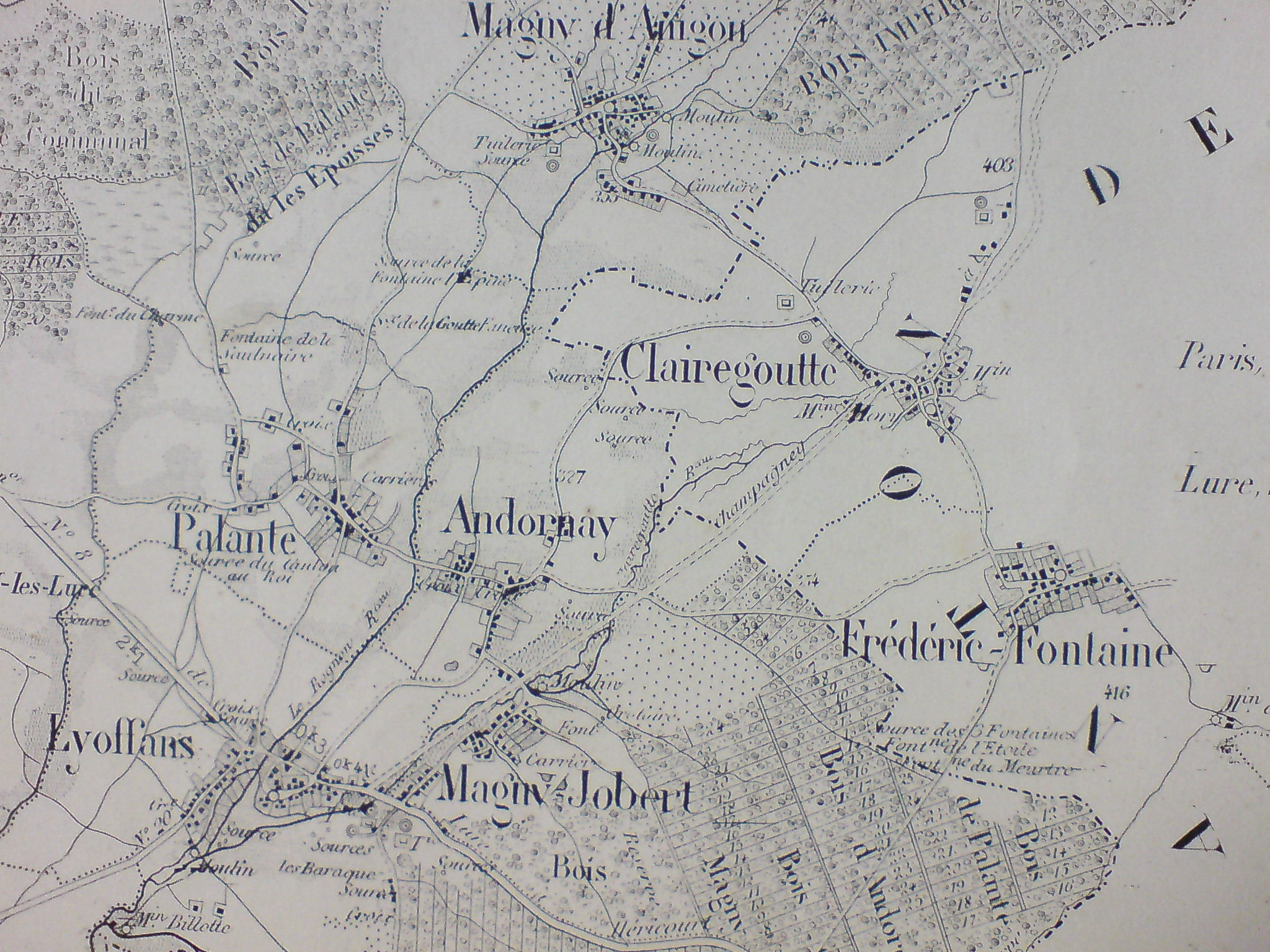
Magny-Danigon sur l'atlas cantonal des communes de Haute-Saône.

### Origine et seigneurie

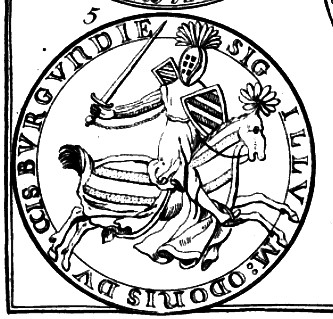
Eudes IV de Bourgogne.

Les fondations remonteraient à la création d'un château par Hugues de Bourgogne en 1284, pour mieux défendre les terres de Lure dont il est un gardien. Il n'en reste absolument rien depuis 1419. Le fief changea plusieurs fois de propriétaire. En 1304, la seigneurie appartient au comte Renaud de Bavans, elle inclut Clairegoutte et Couthenans. Elle est ensuite perdue par ses héritiers au profit d'Eudes IV de Bourgogne. En 1349, les héritiers d'Eudes IV rendent le fief aux deux filles du comte Renaud de Bavans. En 1374, il devient la propriété de Jacques de Franquemont, descendant du cote, il meurt en 1482. Un château fort est mentionné à cette époque.
En 1537, Magny-Danigon intègre la seigneurie souveraine d'Étobon, gouverné par la maison de Wurtemberg, le village se convertit alors au protestantisme en même temps que le reste de la principauté de Montbéliard, au cours du XVIe siècle, conversion imposée par le prince. Pour enseigner la foi selon la formule de concorde de Wittemberg relevant du luthéranisme. Le village est doté d’une école dès 1565, le maître est Philippe Mairot. La scolarisation est alors obligatoire de 6 à 12 ou 13 ans (et l’absentéisme puni d’amende à partir de 1724),.
En 1580, Jean Ulrich de Steinek vend la seigneurie comprenant les villages de Magny-Danigon, Clairegoutte, Belverne et Étobon à son suzerain, Frédéric de Würtemberg. Le 4 novembre 1583, Frédéric affranchit les habitants de la mainmorte qui en faisait des « locataires perpétuels » pour leur seigneur. Cinq ans plus tard, c'est un réfugié protestant, le colonel de Villevineux, qui occupe le rôle de châtelain.
Du XVIe siècle au XVIIe siècle, le bois de la forêt du Chérimont était exploité et transporté par flottage sur la Luzine.

### Époque contemporaine

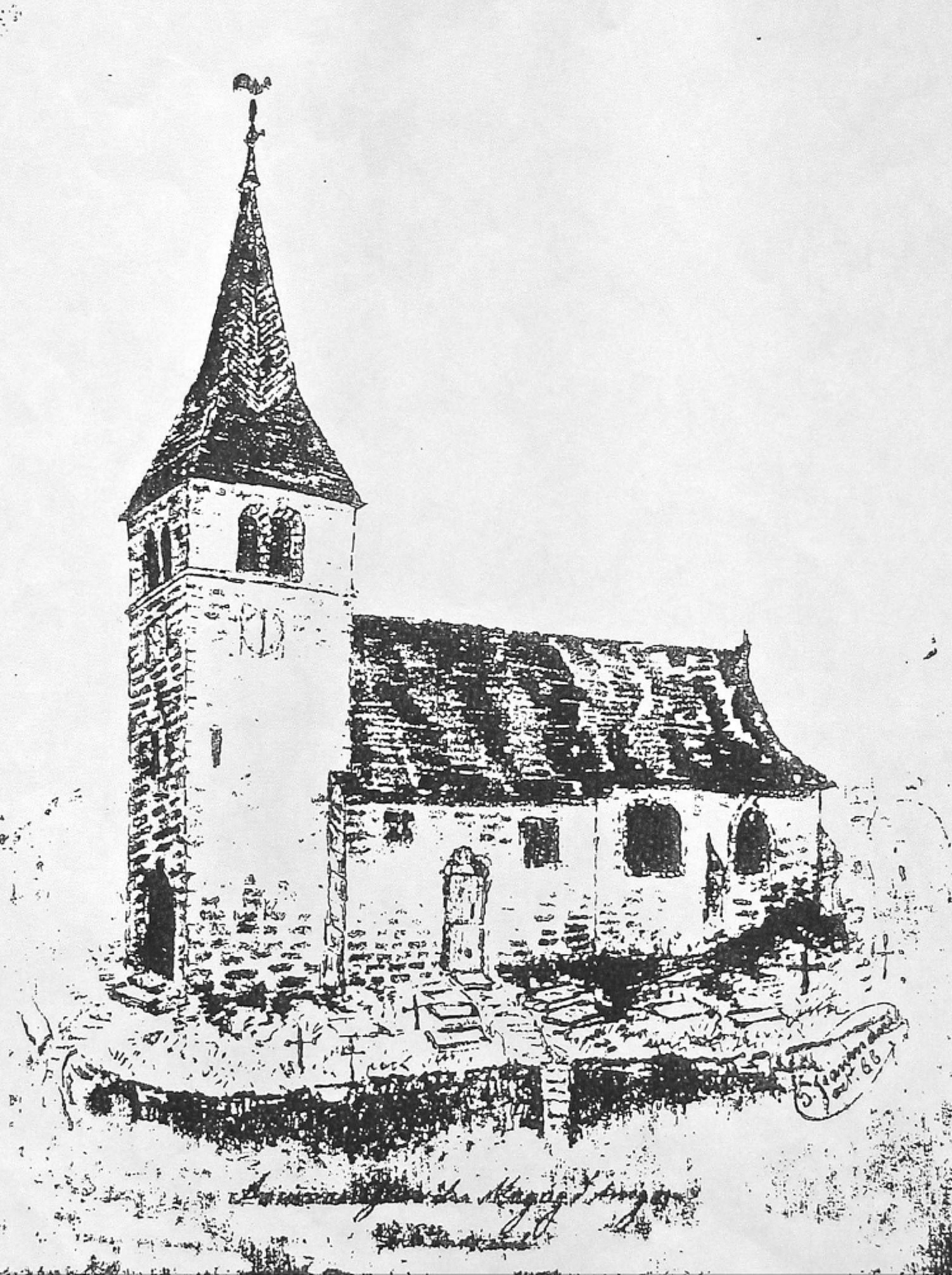
L’ancienne église.

Le château est rasé pendant la Révolution française, la dernière tour du château est démonté en 1790, mais le village n'est rattaché à la France que le 12 octobre 1792 lorsqu'il est envahi par la Garde nationale qui forcent les habitants à planter le drapeau tricolore. Le village est placé sous l'autorité du district de Lure le 11 octobre 1793. Entre 1797 et 1801, Magny-Danigon fait partie du département du Mont-Terrible.
La bourgade concentre une puissante économie au XVIIIe siècle. Il y avait des cultures et quatre moulins, deux sur le Rahin, deux sur le Rognon, le village comptait également une tannerie, deux taillanderies, quatre clouteries, dix fabriques de sabots et de treize fabriques de poteries utilisant les ressources naturelles du sol, exploitations de carrière de gypse et même une distillerie de kirsch,.

### Les mines

Les puits de mine de charbon des trois concessions établies au milieu du XIXe siècle.

Les houillères de Ronchamp sont exploitées pendant plus de deux siècles, du milieu du XVIIIe siècle jusqu'au milieu du XXe siècle. Leur exploitation a profondément marqué le paysage avec ses terrils, cités minières et puits de mine, mais aussi l'économie et la population locale (immigration polonaise et traditions minières notamment).
L'exploitation a démarré dans des galeries à flanc de coteaux avant que ne soit creusé le puits Saint-Louis en 1810, à Champagney. Il est le premier véritable puits d'extraction du bassin minier. Les couches de charbon s'enfonçant de plus en plus vers le sud, les puits se succèdent et sont de plus en plus profonds jusqu’à ce que la compagnie finisse par creuser deux fois de suite le puits le plus profond de France sur le territoire de la commune de Magny-Danigon : le puits du Magny (694 mètres) en 1878 et le puits Arthur-de-Buyer (1 010 mètres) en 1900. À la nationalisation des mines en 1946, les puits en activité et la centrale thermique sont confiés à Électricité de France.
Après la fermeture en 1958, les sites miniers sont mis en sécurité, les infrastructures sont pour la plupart démolies et les ouvriers sont convertis à d'autres activités. Plus tard, un musée de la mine et deux associations sont créés à Ronchamp pour préserver la mémoire de ce passé minier ; plusieurs sites sont réaménagés pour devenir visitables.
La plupart des habitants avaient leur travail dans le village. Comme pour beaucoup d'autres villages, les habitants travaillent dans les entreprises du voisinage. Toutefois, une fabrique de poterie d'art comtois et de céramique existe encore.
En 1931, le village compte 233 mineurs pour 700 habitants. Ces derniers logent dans leur maison familiale, dans une ancienne fabrique transformé en logement par les houillères ou encore dans la cité minière du puits du Magny pouvant accueillir jusqu’à 300 mineurs.

Les mines de charbon de Magny-Danigon.
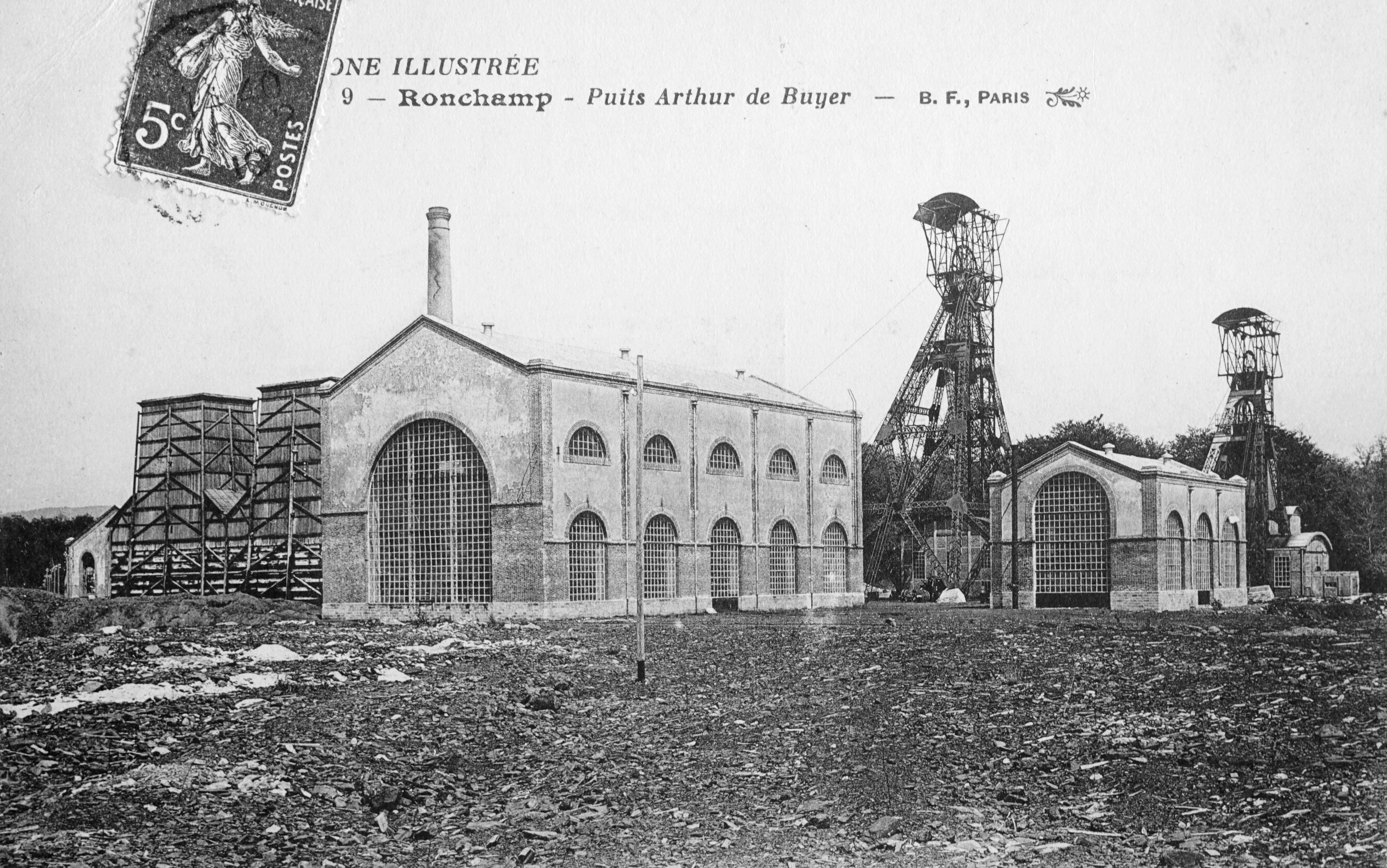
Le puits Arthur-de-Buyer.
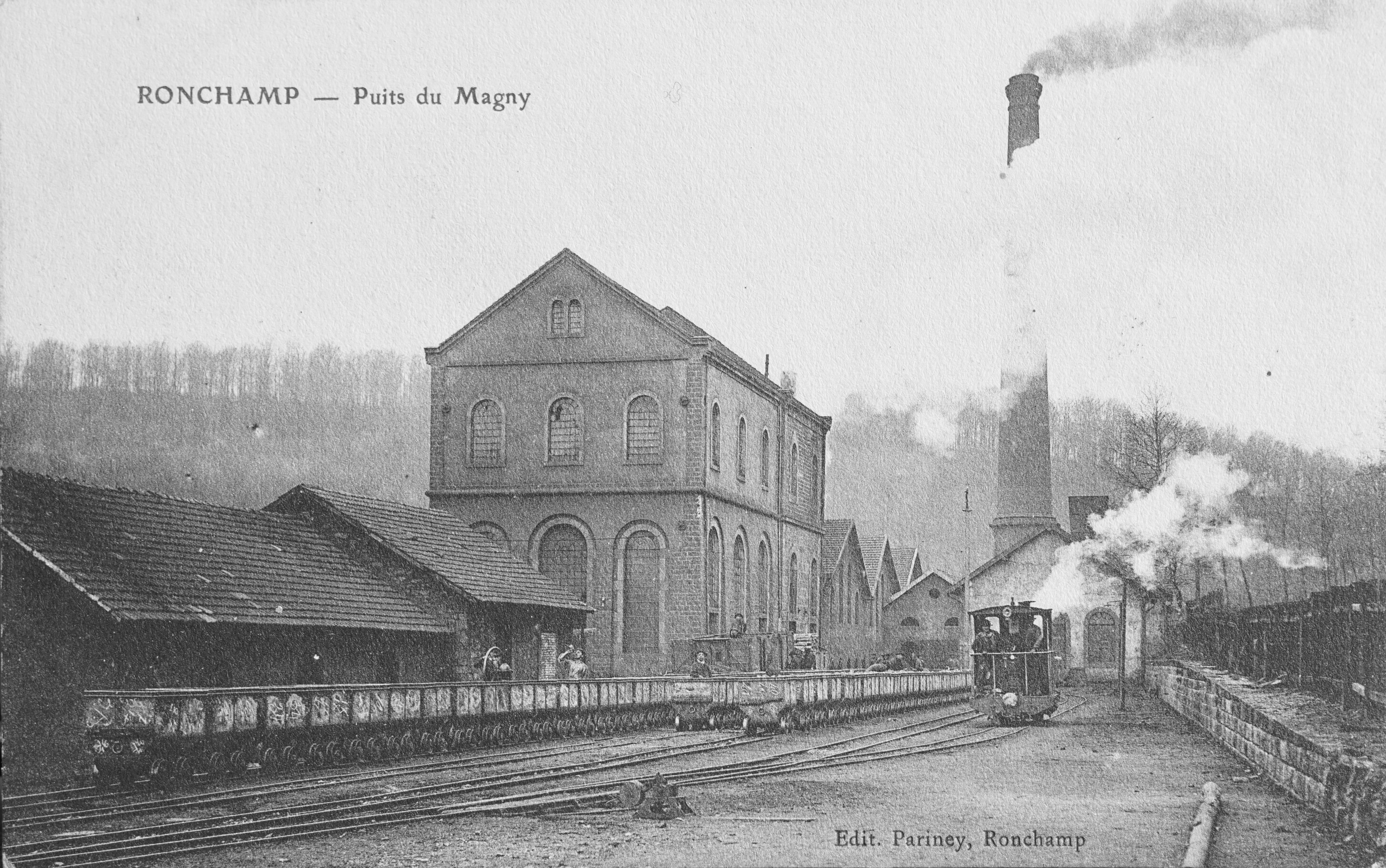
Le puits du Magny.
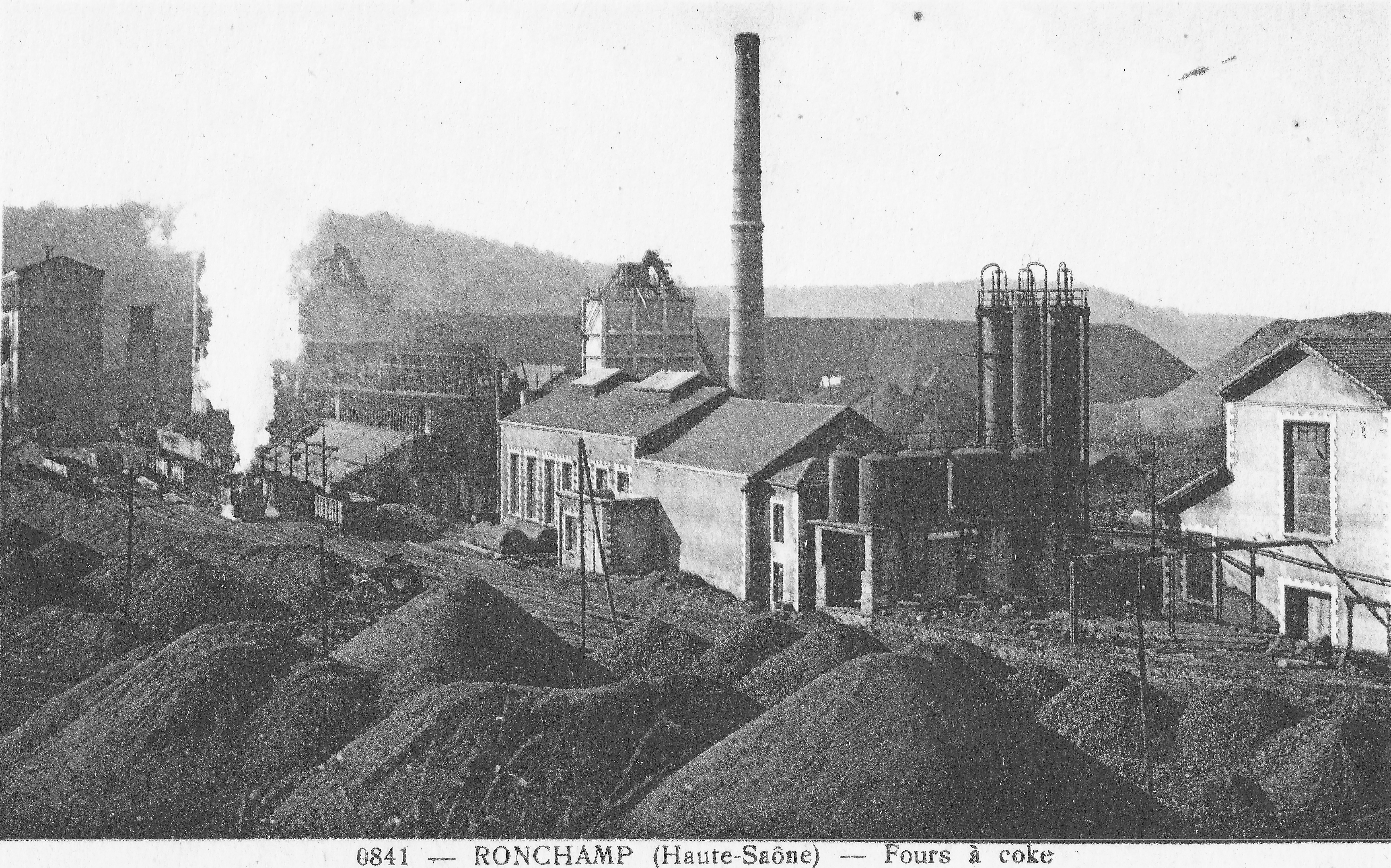
La cokerie du Chanois.

### Occupation et Libération
Située depuis 1940 dans la zone occupée interdite au retour des réfugiés, Magny-Danigon subit une occupation douloureuse, les houillères sont contrôlées par l'occupant qui a besoin de charbon. La journée de travail passe ainsi à 8 heures 45 et les mineurs n'ont plus qu'un dimanche sur deux de repos. Les effectifs sont augmentés par des mineurs français démobilisés, des prisonniers de guerre et des jeunes recrutés pour le STO. Malgré ces mesures la production décroît sans cesse et le rendement devient faible. En 1944, débute la libération de la France, les hommes du maquis du Chérimont (groupe de résistance locale) campent dans les bâtiments du puits Arthur-de-Buyer le 17 septembre, avant d'être capturés le lendemain et fusillés.
Le village est libéré en même temps que Ronchamp le 2 octobre 1944 par les troupes de la 1re armée française, plus spécifiquement par des éléments du 5e régiment de chasseurs d'Afrique et après de violents combats. Le village a été décoré le 12 février 1949, de la Croix de guerre 1939-1945 pour la résistance du maquis du Chérimont.

## Politique et administration

### Rattachements administratifs et électoraux
Magny-Danigon fait partie de l'arrondissement de Lure du département de la Haute-Saône, en région Bourgogne-Franche-Comté.
La commune était historiquement rattachée depuis la Révolution française au canton de Lure. Celui-ci a été scindé en 1985 et la commune rattachée au canton de Lure-Sud. Dans le cadre du redécoupage cantonal de 2014 en France, la commune fait désormais partie du Canton de Lure-2.

### Tendances politiques et résultats
Champagney est traditionnellement ancrée à gauche en raison de son passé minier et industriel. Comme dans d'autres bassins « ruralo-industriels », le vote FN se développe depuis l'élection présidentielle française de 2002.
Au référendum sur le traité constitutionnel pour l'Europe du 29 mai 2005, le pourcentage d'habitants qui ont voté contre la Constitution européenne est de 76,62 %, alors qu'il est de 54,67 % pour la France.
À l'élection présidentielle française de 2007, le premier voit se démarquer Jean-Marie Le Pen (FN) avec 26,01 %. Au second tour, Ségolène Royal (PS) arrive en tête avec 59,54 %. À l'élection présidentielle française de 2012, le premier tour voit Marine Le Pen (FN) arriver en tête avec 23,75 % des suffrages exprimés, suivie de François Hollande (PS) qui totalise 20,74 %. Au second tour, François Hollande obtient 65,93 % des suffrages exprimés contre 34,07 % pour Nicolas Sarkozy.
Lors de l'élection présidentielle française de 2017, le premier tour voit se démarquer Marine Le Pen (FN) avec 32,84 %. Au second tour, cette dernière récolte 52,91 % des votes contre 47,09 % pour Emmanuel Macron (EM) qui remporte l'élection à l'échelle nationale.

### Intercommunalité
La commune est membre de la communauté de communes du pays de Lure, créée au 1er janvier 1999.

### Liste des maires

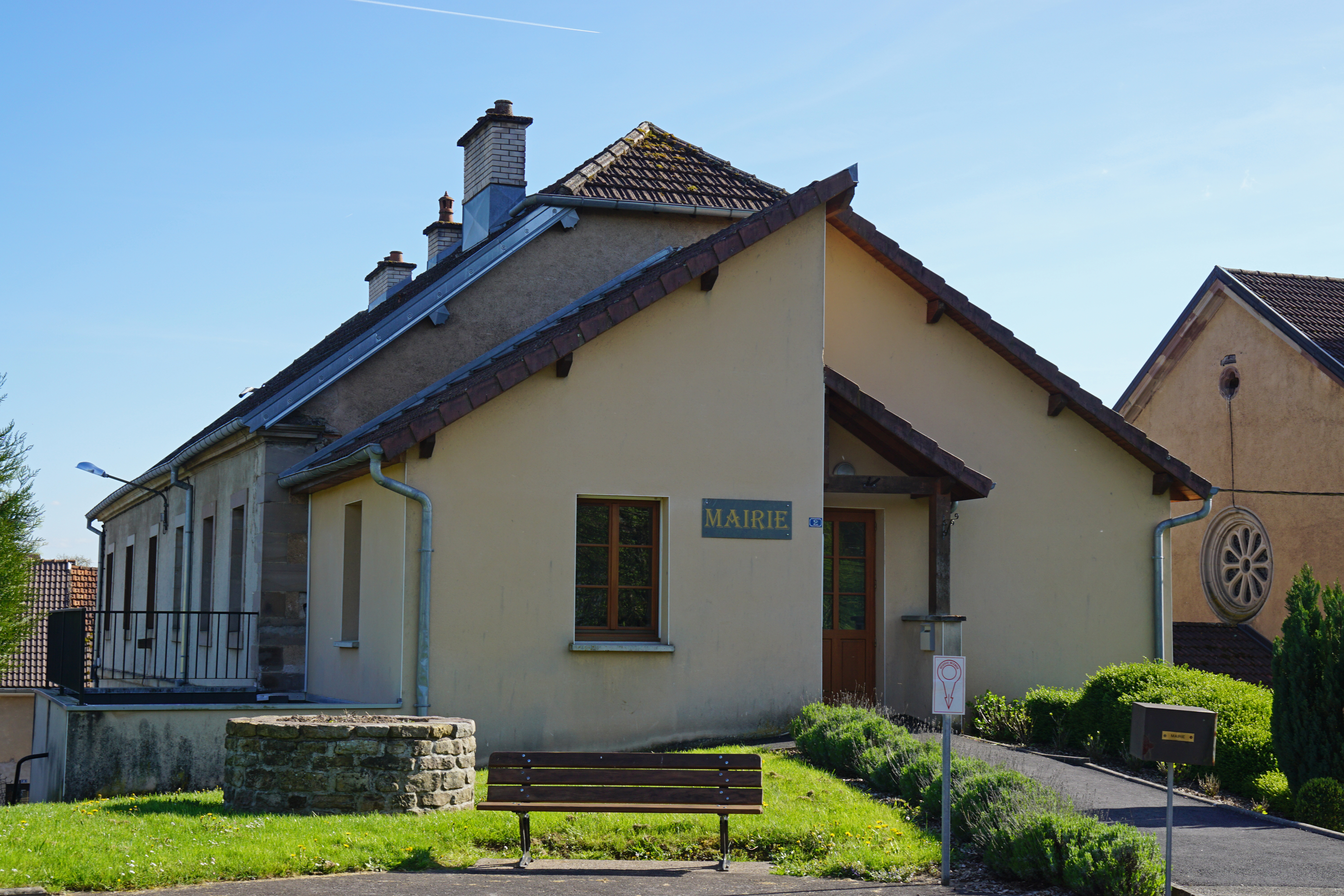
La mairie.

| Période                                  | Période                   | Identité          | Étiquette | Qualité                                                                                              |
| ---------------------------------------- | ------------------------- | ----------------- | --------- | --- |
| Les données manquantes sont à compléter. |                           |                   |           | |
| Années 1970                              | mars 1983                 | Charles Mignerey  |           | |
| mars 1983                                | mars 1989                 | Bernard Croissant | DVG       | |
| mars 1989                                | août 2024                 | Bernard Richard   | PS        | Professeur de lettres Vice-président de la CC du pays de Lure (2014 → 2024) Décès en cours de mandat |
| août 2024                                | En cours (au 28 mai 2020) | Gaël Croissant    |           | Maire par intérim élu en novembre 2024                                                               |

### Finances locales
En 2015, les finances communales de la commune était constitué ainsi :
- total des produits de fonctionnement : 267 000 €, soit 569 € par habitant ;
- total des charges : 254 000 €, soit 542 € par habitant ;
- total des ressources d’investissement : 40 000 €, soit 87 € par habitant ;
- total des emplois d’investissement : 38 000 €, soit 81 € par habitant ;
- endettement : 247 000 €, soit 528 € par habitant.

Avec les taux de fiscalité suivants :
- taxe d'habitation : 4,06 % ;
- taxe foncière sur le bâti : 10,304 % ;
- taxe foncière sur les propriétés non bâties : 56,54 % ;
- taxe additionnelle à la taxe foncière sur les propriétés non bâties : 0,00 % ;
- cotisation foncière des entreprises : 0,00 %.

### Jumelages
Au 9 septembre 2016, Magny-Danigon n'a signé aucun jumelage.

## Population et société

### Évolutions démographiques
L'évolution du nombre d'habitants est connue à travers les recensements de la population effectués dans la commune depuis 1793. Pour les communes de moins de 10 000 habitants, une enquête de recensement portant sur toute la population est réalisée tous les cinq ans, les populations de référence des années intermédiaires étant quant à elles estimées par interpolation ou extrapolation. Pour la commune, le premier recensement exhaustif entrant dans le cadre du nouveau dispositif a été réalisé en 2006.

En 2022, la commune comptait 454 habitants, en évolution de +2,71 % par rapport à 2016 (Haute-Saône : −1,4 %, France hors Mayotte : +2,11 %).
| 1793 | 1800 | 1806 | 1821 | 1831 | 1836 | 1841 | 1846 | 1851 |
| ---- | ---- | ---- | ---- | ---- | ---- | ---- | ---- | ---- |
| 404  | 460  | 488  | 547  | 570  | 589  | 615  | 582  | 553  |

| 1856 | 1861 | 1866 | 1872 | 1876 | 1881 | 1886 | 1891 | 1896 |
| ---- | ---- | ---- | ---- | ---- | ---- | ---- | ---- | ---- |
| 540  | 543  | 605  | 587  | 535  | 543  | 516  | 503  | 486  |

| 1901 | 1906 | 1911 | 1921 | 1926 | 1931 | 1936 | 1946 | 1954 |
| ---- | ---- | ---- | ---- | ---- | ---- | ---- | ---- | ---- |
| 475  | 540  | 482  | 535  | 655  | 705  | 482  | 425  | 477  |

| 1962 | 1968 | 1975 | 1982 | 1990 | 1999 | 2006 | 2011 | 2016 |
| ---- | ---- | ---- | ---- | ---- | ---- | ---- | ---- | ---- |
| 430  | 386  | 357  | 378  | 344  | 403  | 435  | 459  | 442  |

| 2021 | 2022 | - | - | - | - | - | - | - |
| ---- | ---- | - | - | - | - | - | - | - |
| 446  | 454  | - | - | - | - | - | - | - |

Dix-sept habitants figurent parmi les victimes de la Première Guerre mondiale, quatre pour la Deuxième Guerre mondiale.

### Enseignement

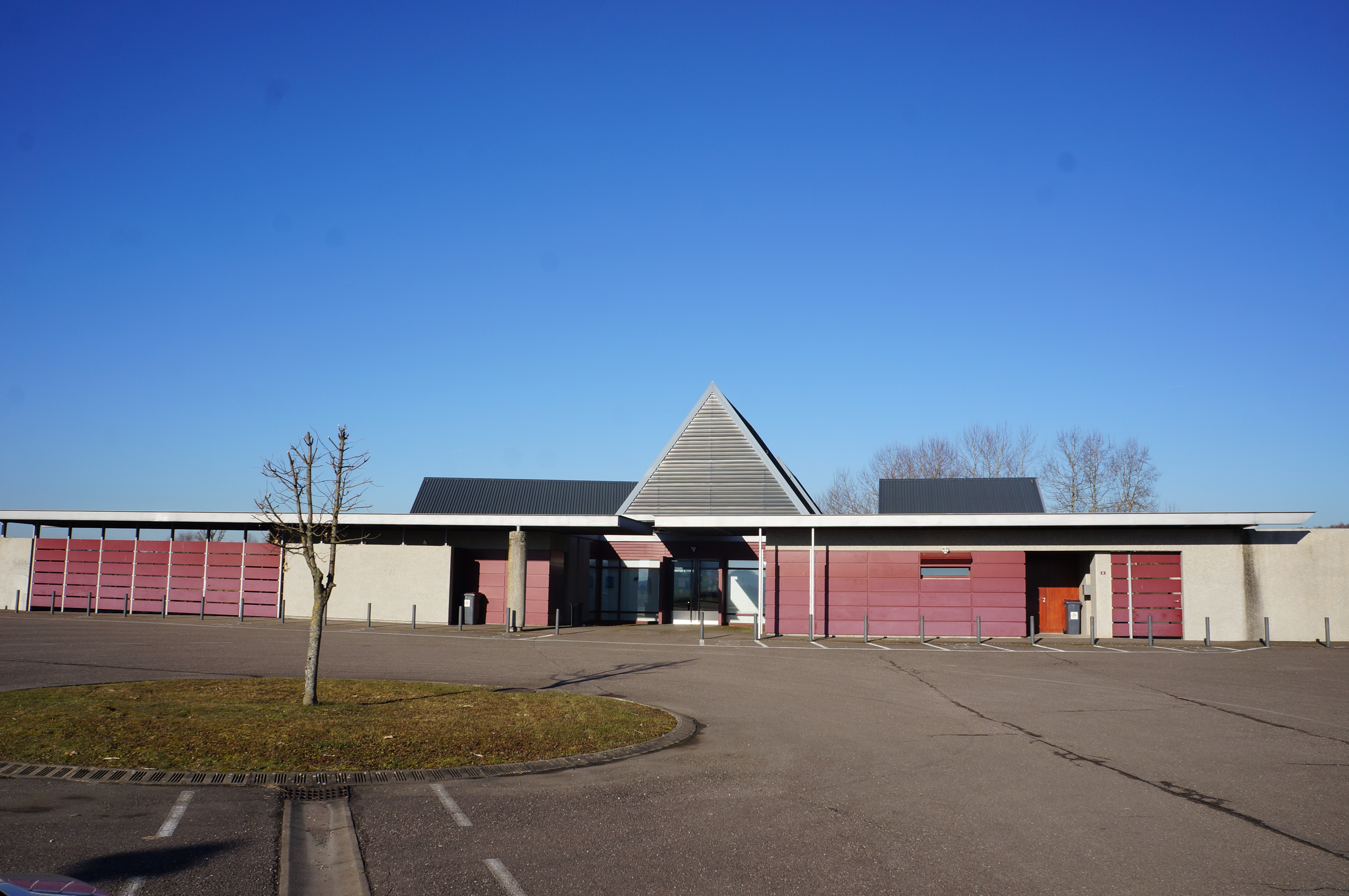
Le pôle éducatif des Vosges saônoises.

De manière générale, Magny-Danigon dépend de l'académie de Besançon.  À proximité se trouve le Pôle Éducatif des Vosges Saônoises, co-géré par la communauté de communes Rahin et Chérimont et la communauté de communes du pays de Lure. Cette école primaire publique accueille 160 élèves, mais ne dispose pas de cantine,.
Pour les niveaux de scolarisation des collégiens et des lycéens, le collège Victor-Schœlcher de Champagney et le Lycée G-Colomb de Lure seront les établissements privilégiés.

### Santé
Il n'existe aucune infrastructure de santé ni de médecins au sein du village, ni dans les communes limitrophes. L'hôpital le plus proche étant celui de Lure, de plus en plus désinvesti par les services publics au profit de celui de Vesoul, il n'est pas exclu qu'à moyen terme, Magny-Danigon se trouve dans un désert médical, contraignant à la fréquentation des hôpitaux de Belfort, Montbéliard ou Vesoul, accessible entre 30 minutes et une heure en voiture. Par ailleurs, ces hôpitaux fusionnent en 2017 au profit de la nouvelle infrastructure commune du centre hospitalier de Belfort-Montbéliard, située à mi-chemin entre les deux villes, à Trévenans.

### Services

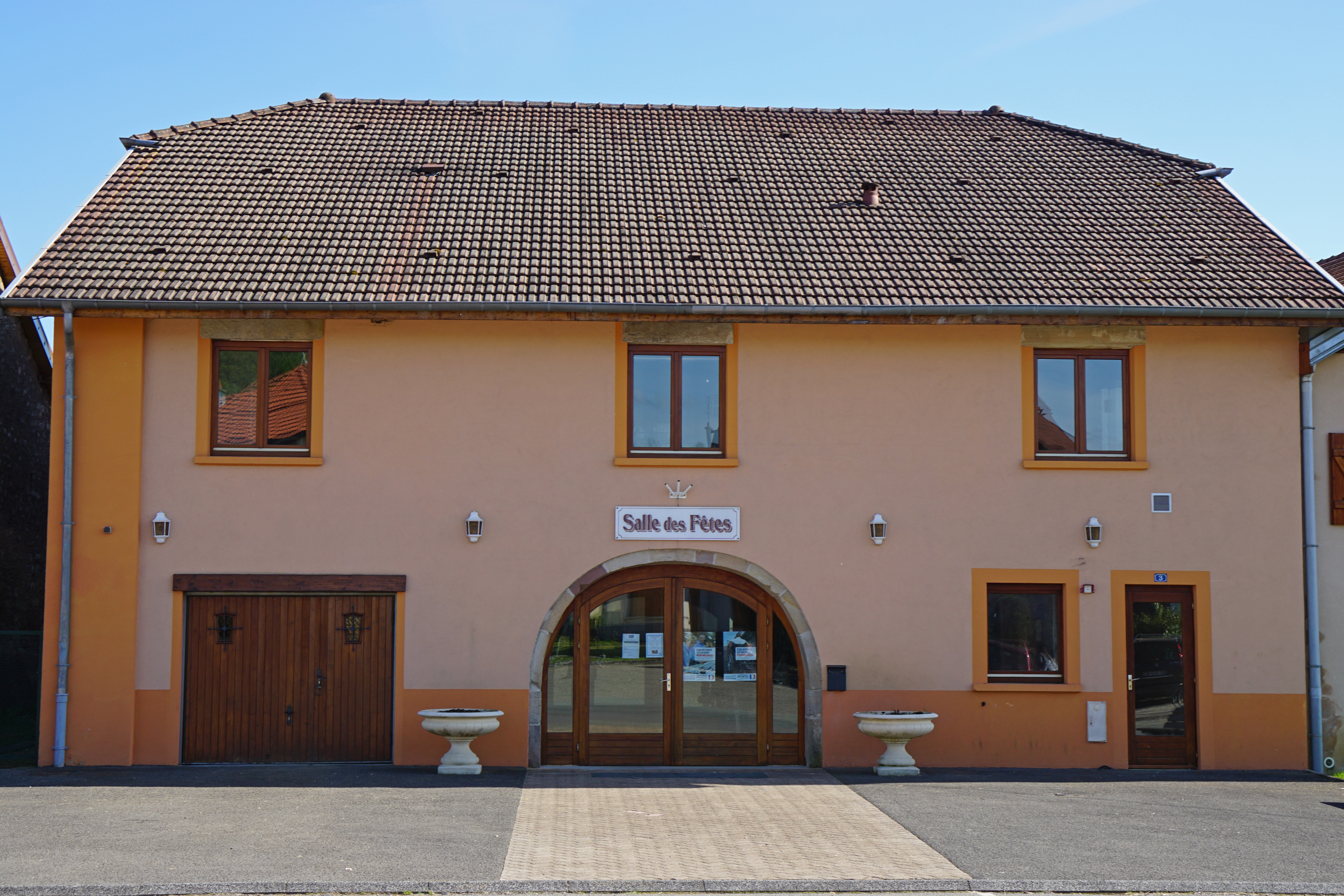
La salle des fêtes.

Hormis les services assurés par la mairie, la commune n'a aucun service public sur son territoire. L'ensemble des services publics sont disponibles à Lure, qui concentre le Pôle emploi, EDF, les impôts, la justice ou la bibliothèque, médiathèque et espace culturels.
La commune possède une salle des fêtes, ainsi qu'un terrain de football utilisé conjointement avec le village voisin, Clairegoutte.

### Instances administratives et judiciaires
La commune de Magny-Danigon dépend du tribunal judiciaire de Vesoul, du tribunal de proximité de Lure, du tribunal de commerce de Vesoul, du tribunal paritaire des baux ruraux de Lure, du conseil de prud'hommes de Lure et de la cour d'assises de Vesoul. De plus, le village est dépendant du tribunal administratif et de la cour d'appel de Besançon ainsi que de la cour administrative d'appel de Nancy,.

### Cultes

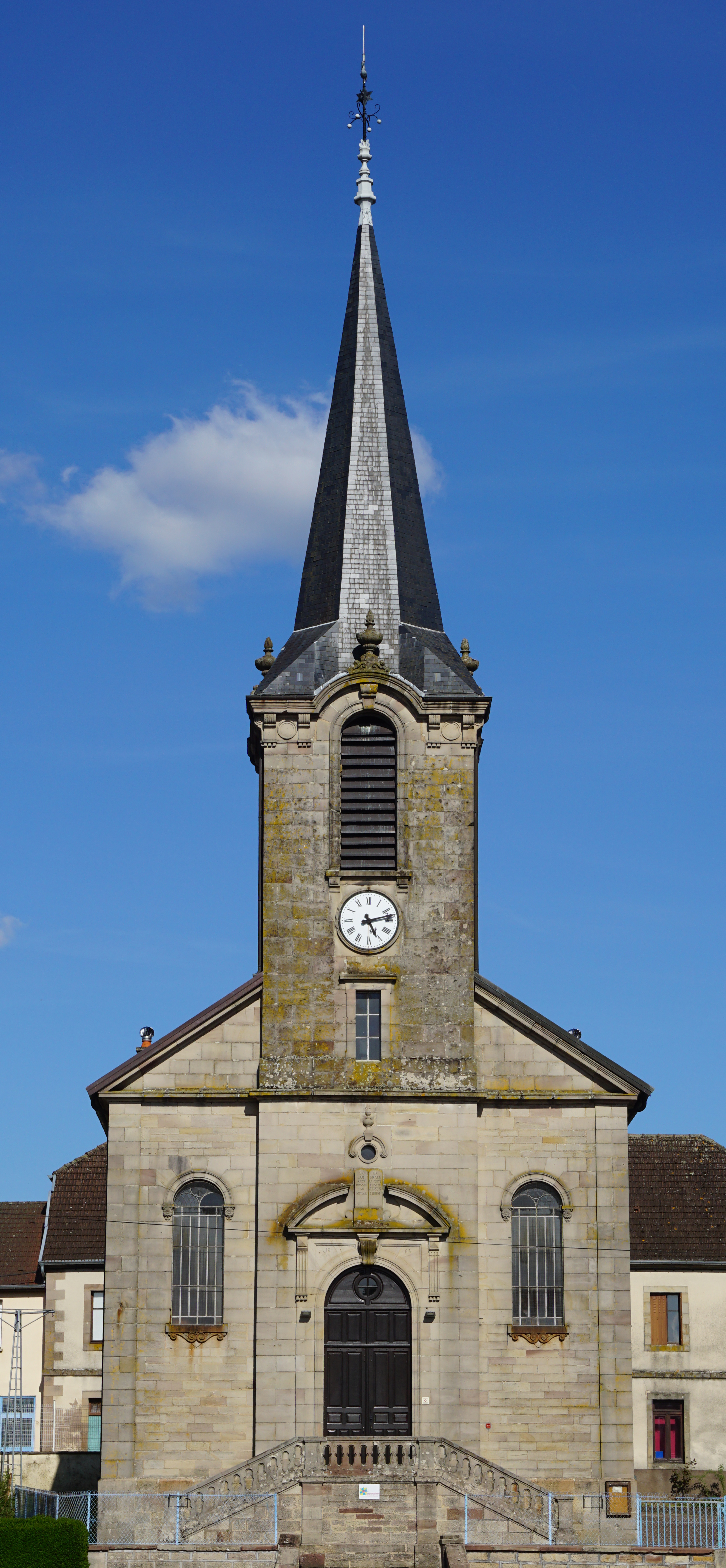
Le temple.

Le village a connu une activité protestante d'influence luthérienne plutôt marquée dans son passé. En effet, un presbytère existe depuis bien longtemps dans le centre historique du village. La paroisse protestante est rattachée au consistoire d'Héricourt de l'Église protestante unie de France.

## Économie

### Histoire
Le passé économique de la commune a été très influencé par les houillères de Ronchamp qui attirent de nombreux travailleurs grâce à ses emplois dans les deux puits des environs, le puits Arthur-de-Buyer et le puits du Magny mais aussi dans la cokerie-lavoir du Chanois.

### Revenus de la population et fiscalité
En 2016, la commune compte 173 foyers fiscaux. Le revenu fiscal médian par ménage était alors de 20 355 € au-dessus de la moyenne départementale de 19 747 €.

### Emploi
En 2016, la population âgée de 15 à 64 ans s'élevait à 281 personnes, parmi lesquelles on comptait 76,9 % d'actifs dont 67,6 % ayant un emploi et 9,3 % de chômeurs contre 8,5 % en 2011.
On comptait 28 emplois dans la zone d'emploi, contre 36 en 2011. Le nombre d'actifs ayant un emploi résidant dans la zone d'emploi étant de 190, l'indicateur de concentration d'emploi est de 14,7. Le taux d'activité parmi les 15 ans ou plus a atteint 62,4 % en 2016.

### Entreprises et secteurs d'activité
Au début du XXIe siècle, un atelier de poterie est la seule activité de production présente dans la commune, la plupart des habitants travaillant dans les villes alentour. L'INSEE rattache le village au bassin de vie de Champagney - Ronchamp. L'activité communale est essentiellement orientée vers l'agriculture en particulier l'élevage bovin pour la production de lait de vache.
Au 31 décembre 2015, Magny-Danigon comptait 13 établissements dont un dans l'agriculture, un dans l'industrie, trois dans la construction, six dans le commerce-transports-services divers dont un dans la réparation automobile et deux relatifs au secteur administratif.
Le village dépend économiquement de l'agglomération d'Héricourt-Belfort-Montbéliard (plus de 39 % de la population travaille dans ces deux dernières villes en 2004). Ce pôle offre de nombreux emplois ; il est rapidement accessibles via un réseau routier dense.

## Culture locale et patrimoine

Localisation des lieux patrimoniaux :
: stèles du maquis du Chérimont ;
: temple luthérien ;
: puits Arthur-de-Buyer ;
: tunnel du puits Arthur ;
: grand terril du Chanois ;
: triage-cokerie ;
: puits du Magny.

### Patrimoine architectural
Le temple luthérien ; des fontaines ; le Cimetière anabaptiste Magny Anigon.

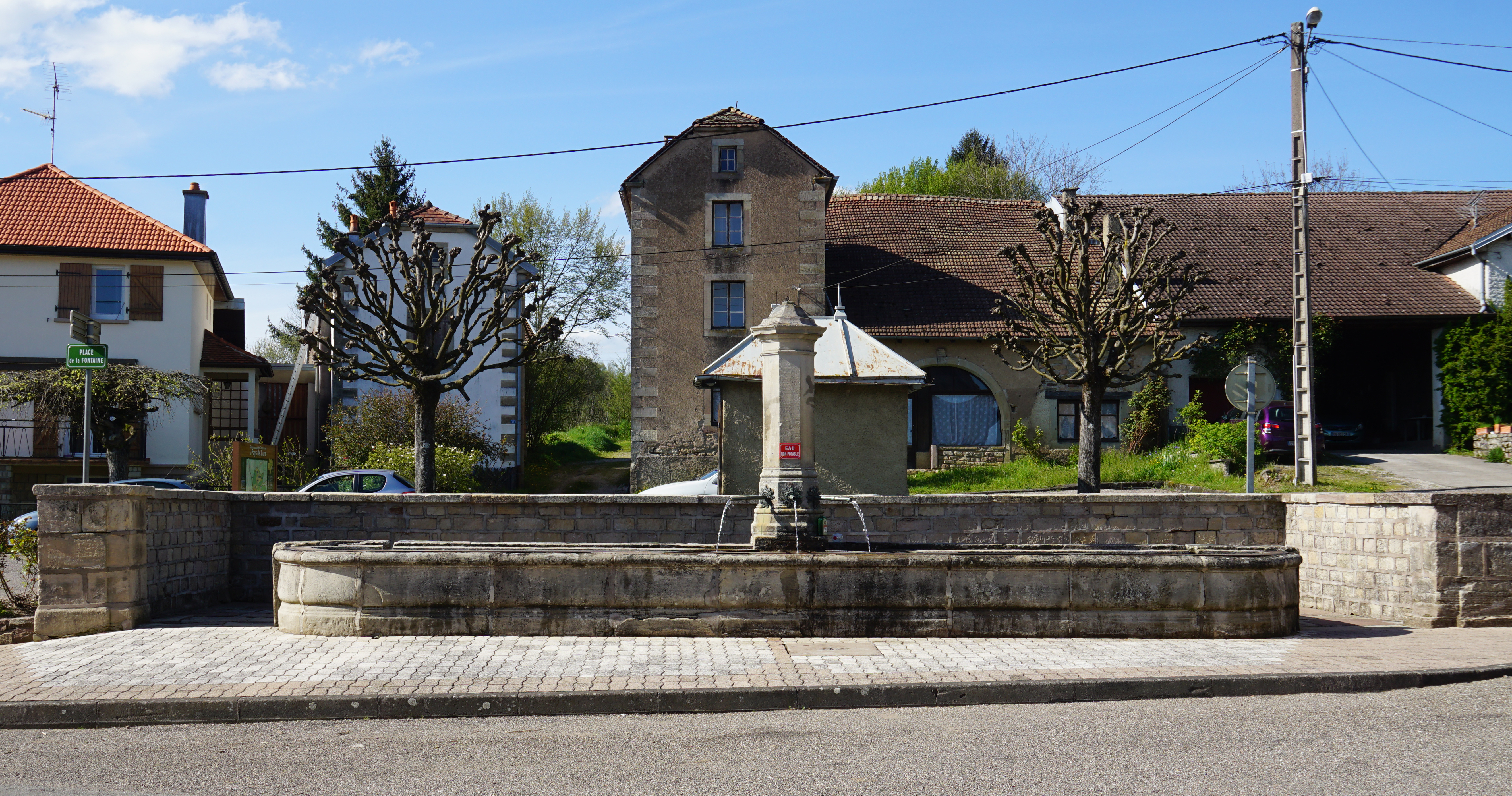
La fontaine du centre.
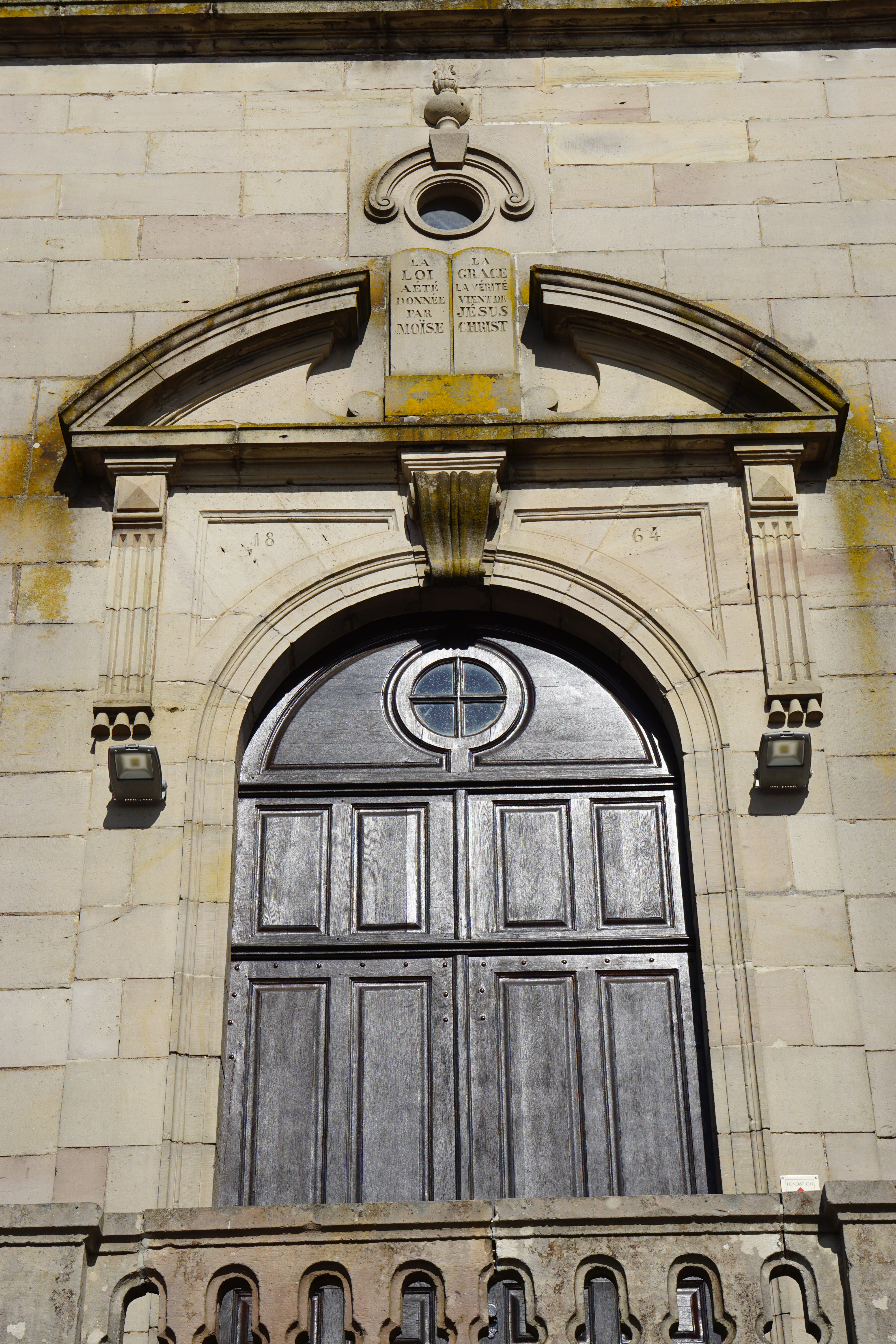
L'entrée du temple.
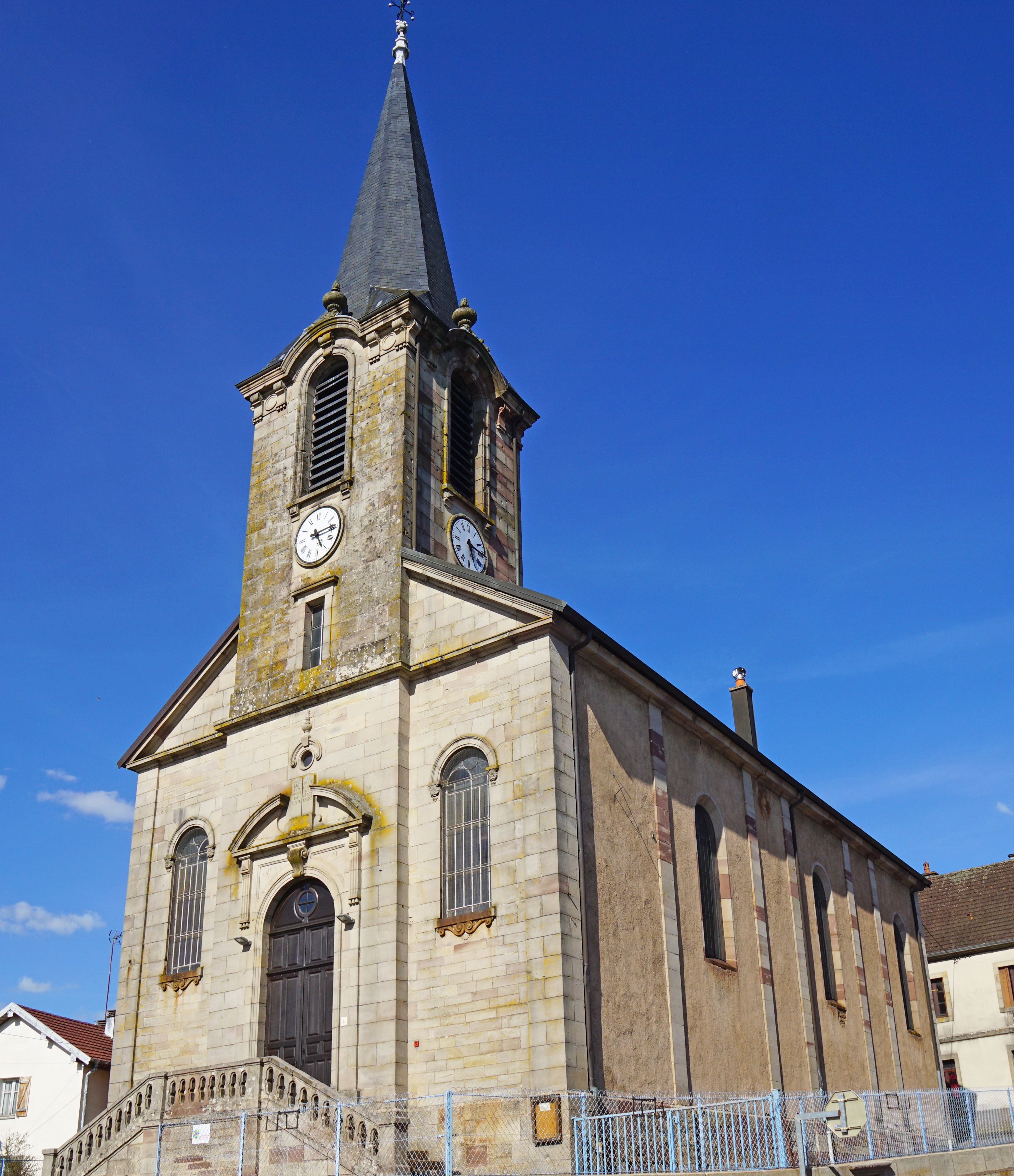
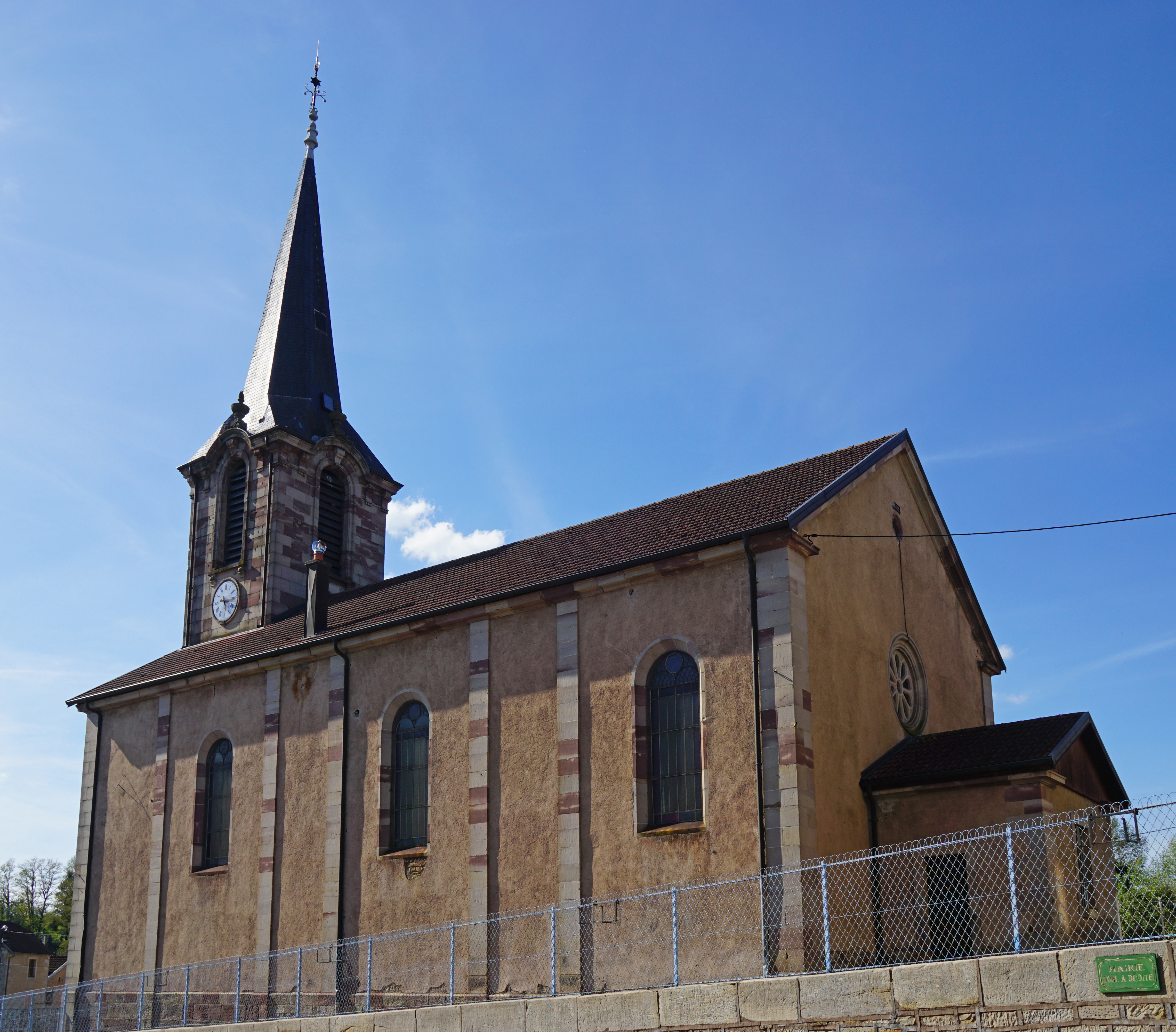

Les stèles et monuments rendant hommage au maquis du Chérimont, le monument aux morts et la tombe d'un soldat mort pendant la guerre franco-prussienne de 1870-1871, entretenue par Le Souvenir français.

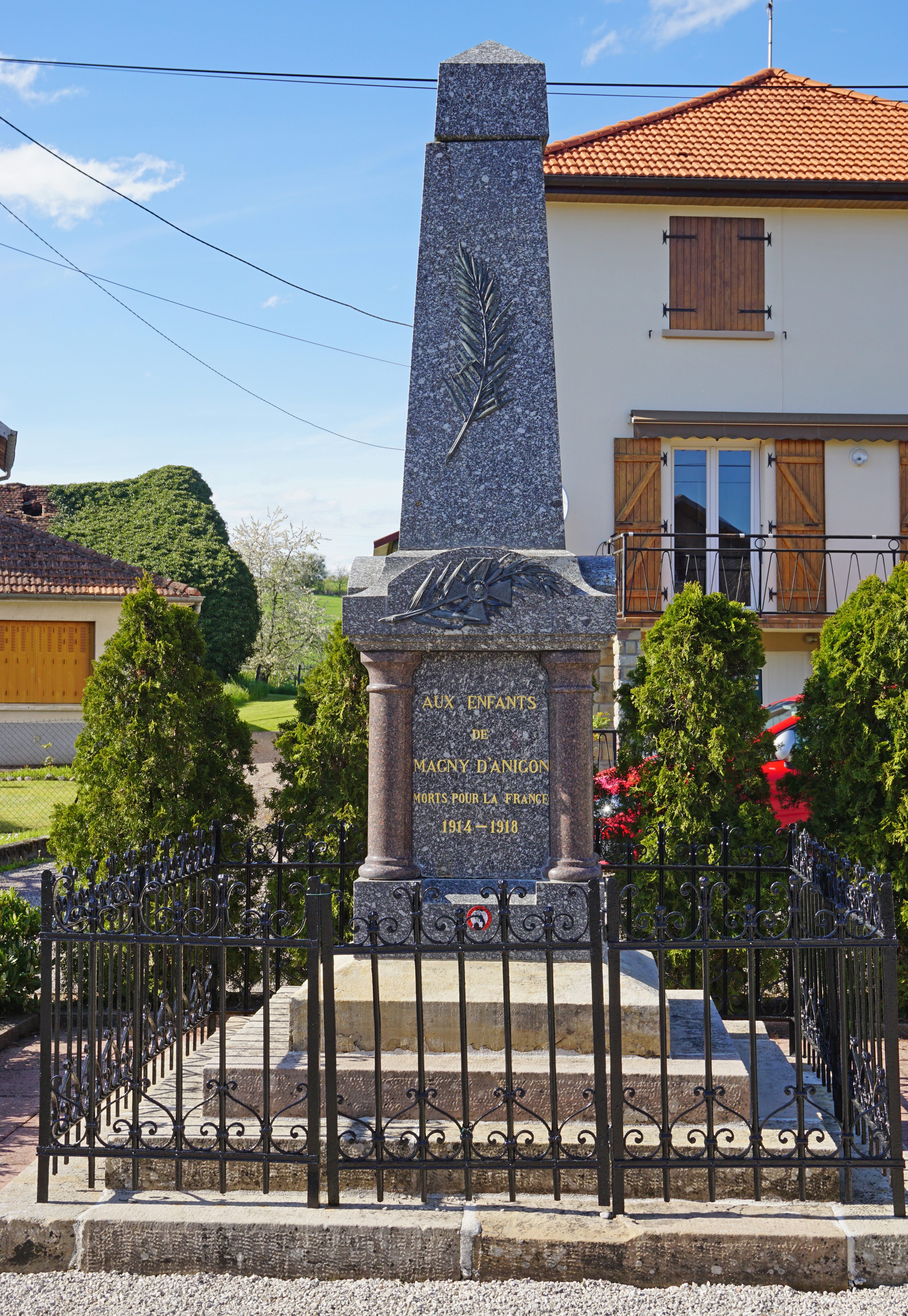
Monument aux morts.
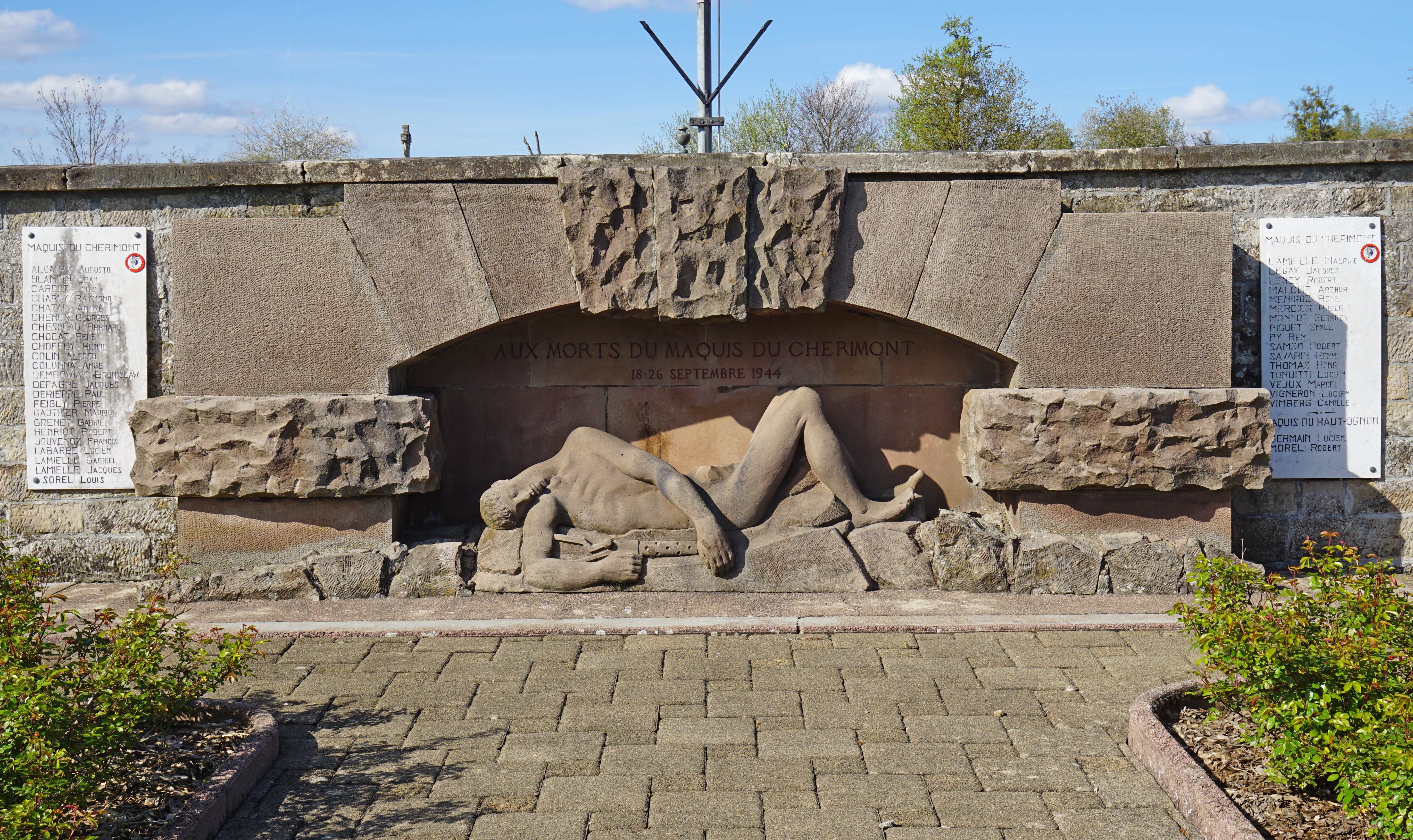
Monument commémoratif du maquis du Chérimont.

Les vestiges miniers (puits Arthur-de-Buyer, puits du Magny, triage-cokerie et terrils du Chanois).

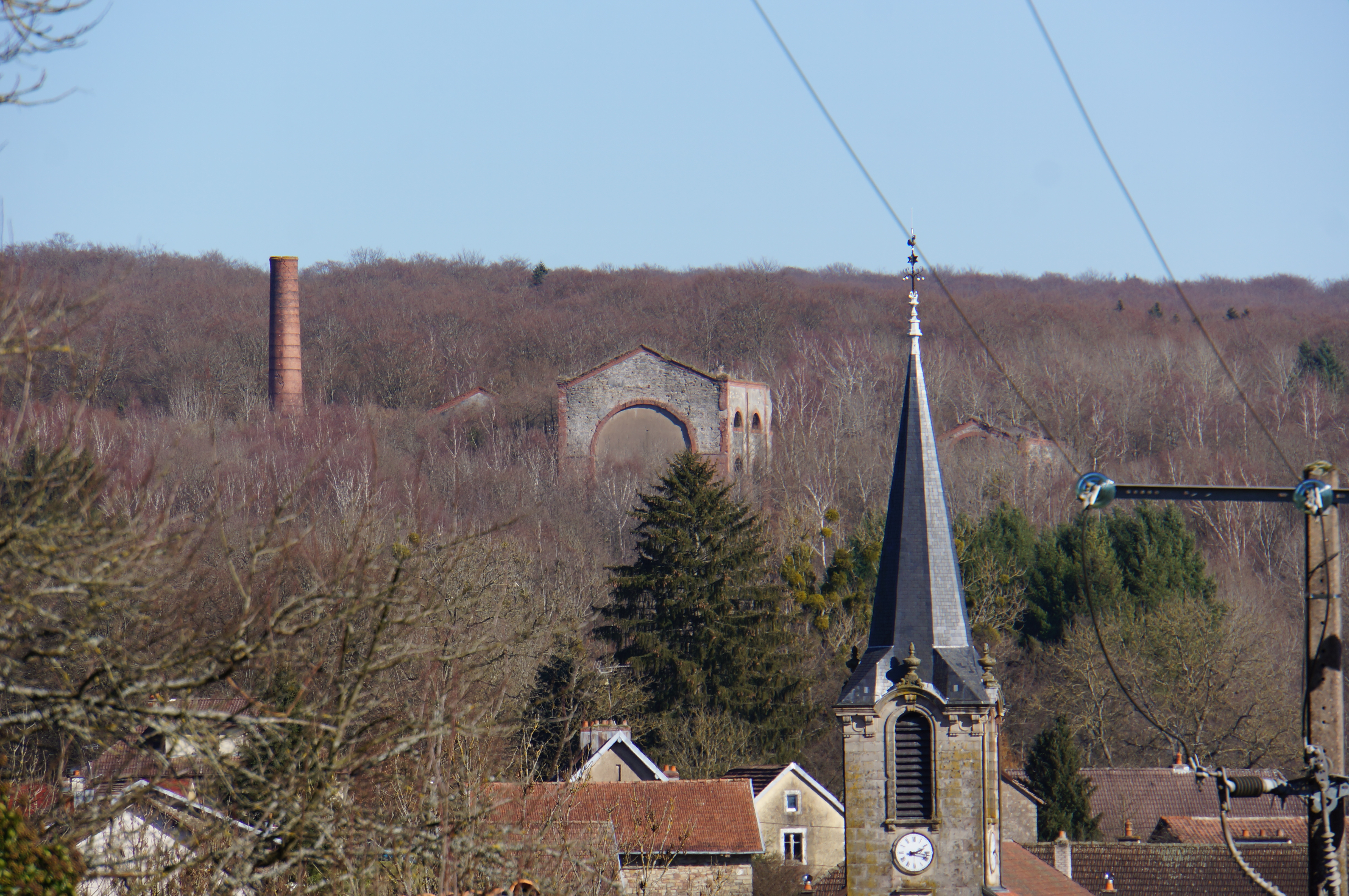
Les ruines du puits Arthur dominant la commune.
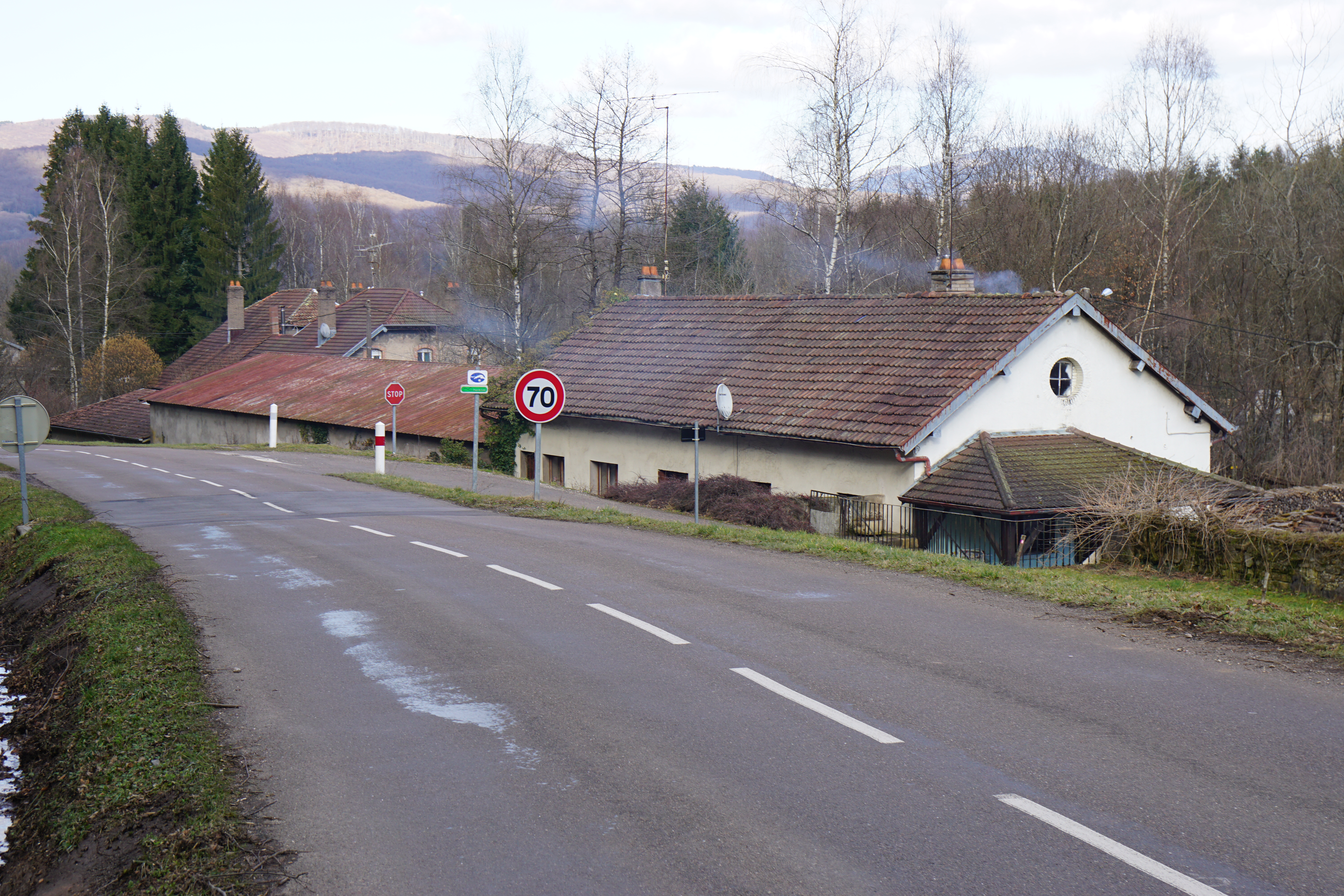
Le puits du Magny depuis la route Ronchamp-Clairegoutte.
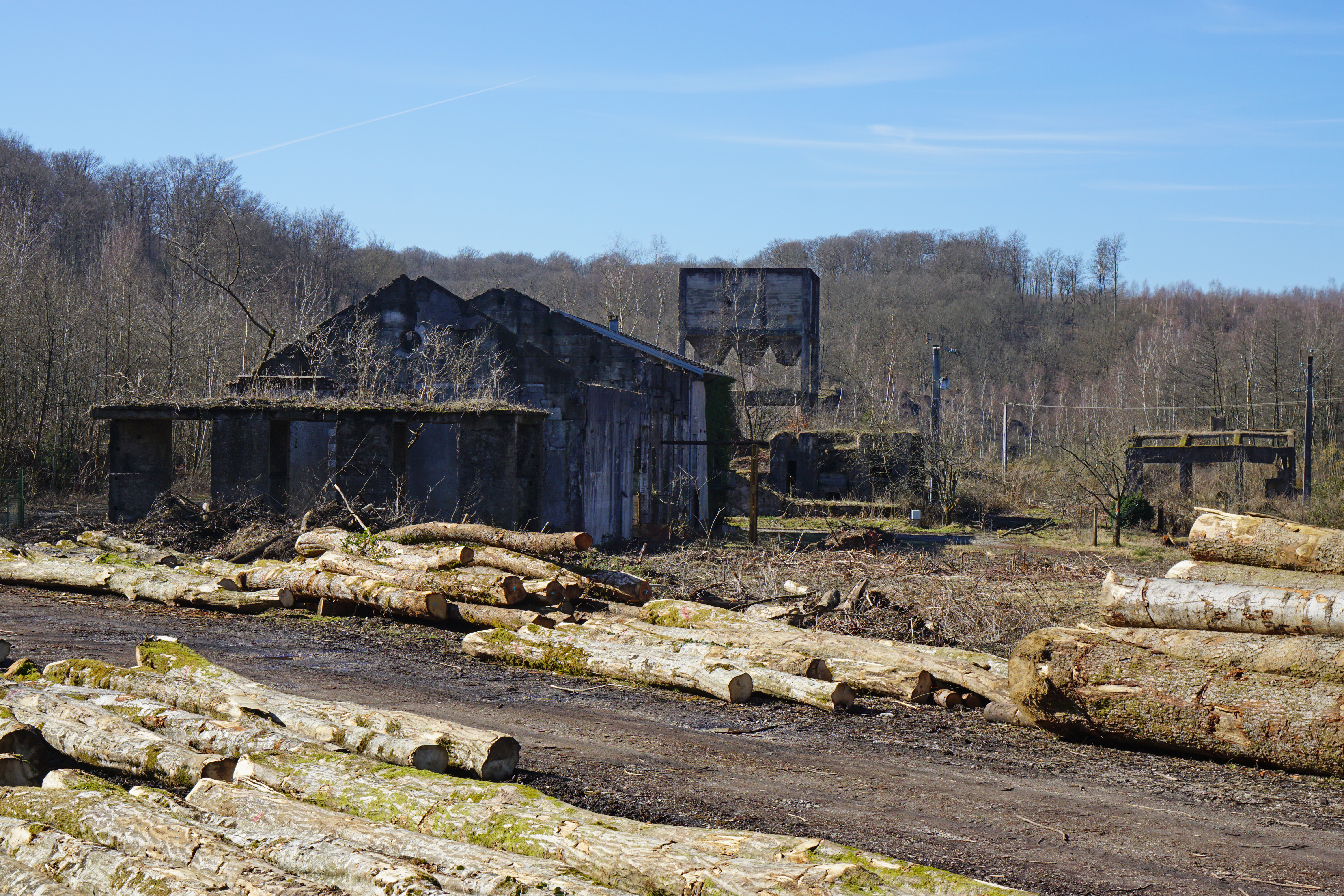
Vue générale des ruines du triage-cokerie.
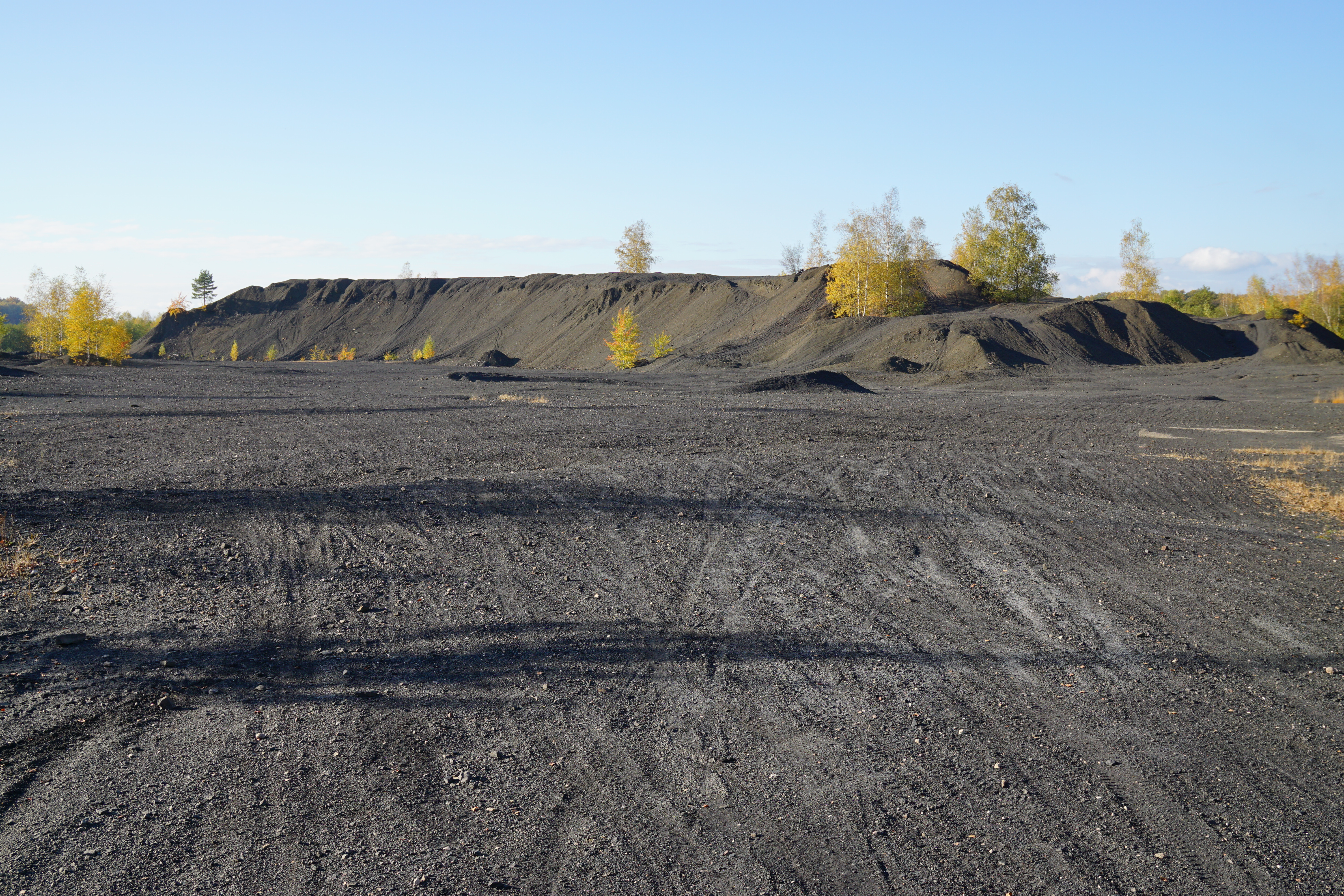
Le terril exploité (Magny-Danigon).

### Patrimoine naturel
Magny-Danigon est couverte d'une forêt de feuillus ne dépassant pas l'étage collinéen du massif des Vosges. La commune compte 291 espèces indigènes (en particulier les genres Viola, Geranium, Euphorbia, Dryopteris, Carex, Leucanthemum vulgare, sapin, chêne, Fraxinus excelsior, Panicum virgatum, Reynoutria, Hélianthe), 15 espèces introduites parmi lesquelles quatre sont envahissantes et une  domestique (Vicia sativa). Parmi toutes les espèces présentes, 41 sont protégées et quatre sont inscrites dans la liste des espèces menacées, trois font partie de la liste rouge au niveau régionale et trois au niveau national.
Une zone naturelle d'intérêt écologique, faunistique et floristique (ZNIEFF) particulièrement liée à la reproduction des espèces est recensée sur le territoire de Magny-Danigon : la vallée supérieure de l'Ognon et ses affluents. Les objectifs fixés sont la résorption de la pollution des eaux, l'encouragement d'une agriculture extensive, la pratique d'une sylviculture respectueuse des essences spontanées, l'entretien de la végétation riveraine et la limitation des extractions de granulats en lit majeur. La commune fait partie du parc naturel régional des Ballons des Vosges.

ZNIEFF de Ronchamp, Champagney et Magny-Danigon.

### Personnalités liées à la commune
- Alphonse Oudry (1819-1869), ingénieur né à Magny-Danigon[66].
- François Coillard (1834-1904), missionnaire protestant ayant vécu à Magny-Danigon en 1853 où il apprit le latin, le grec et l’hébreu auprès du pasteur du village, M. Jeanmaire[67].
- Léon Poussigue (1859-1941), directeur des houillères de Ronchamp (1891-1919), créateur du puits Arthur-de-Buyer, puits de mine le plus profond de France en 1900 et premier à avoir dépassé les 1 000 mètres de profondeur dans la pays.

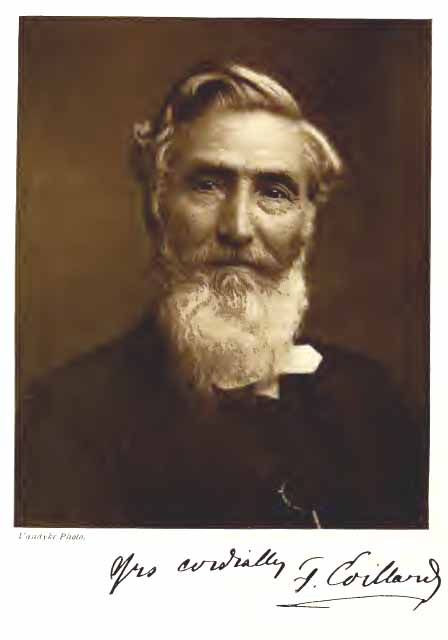
François Coillard.
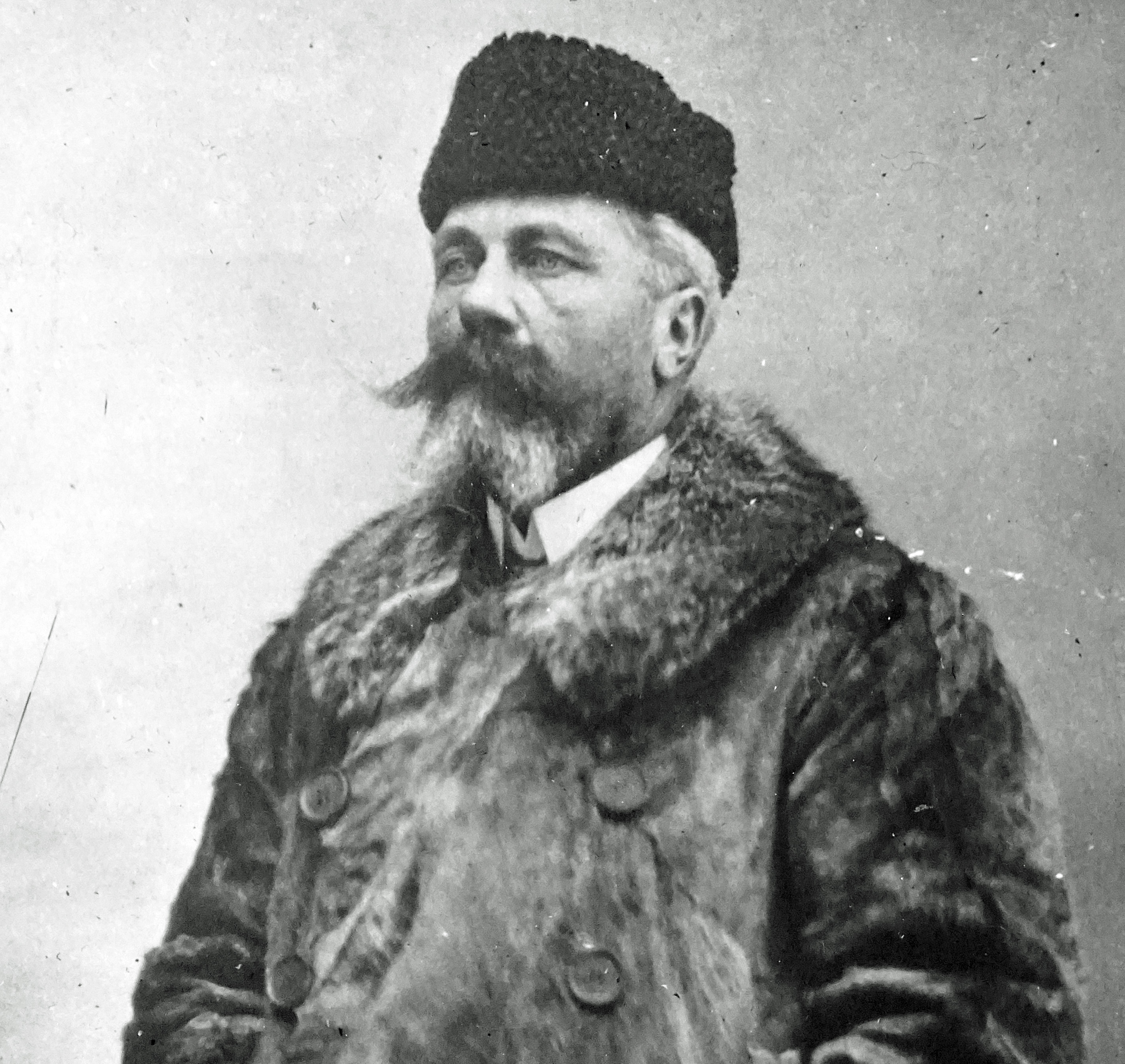
Léon Poussigue.

### Héraldique
| Blason de Magny-Danigon | Blason  | D'or à la fasce de gueules surmontée d'un sanglier courant de sable,. Ornements extérieursCroix de guerre 1939-1945                                                              |
| Blason de Magny-Danigon | Détails | Armes de la famille de Magny, retrouvées sur le sceau de Jeannette de Magny, datant de 1367. Les couleurs, alors inconnues, furent choisies en 1994. Adopté le 27 novembre 2010. |